# Schändung jüdischer Friedhöfe

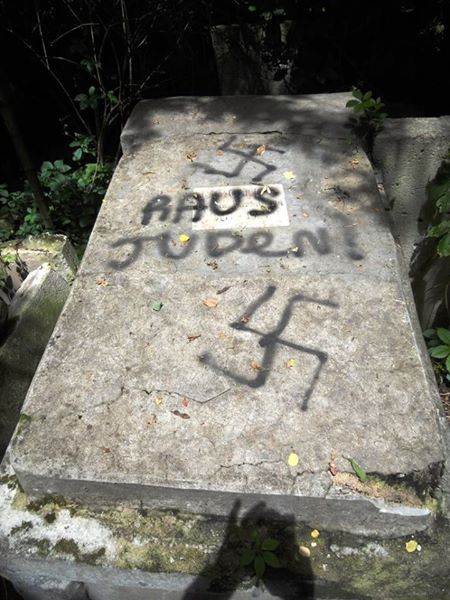
Schändung am jüdischen Friedhof in Chișinău (Moldau), Juni 2014

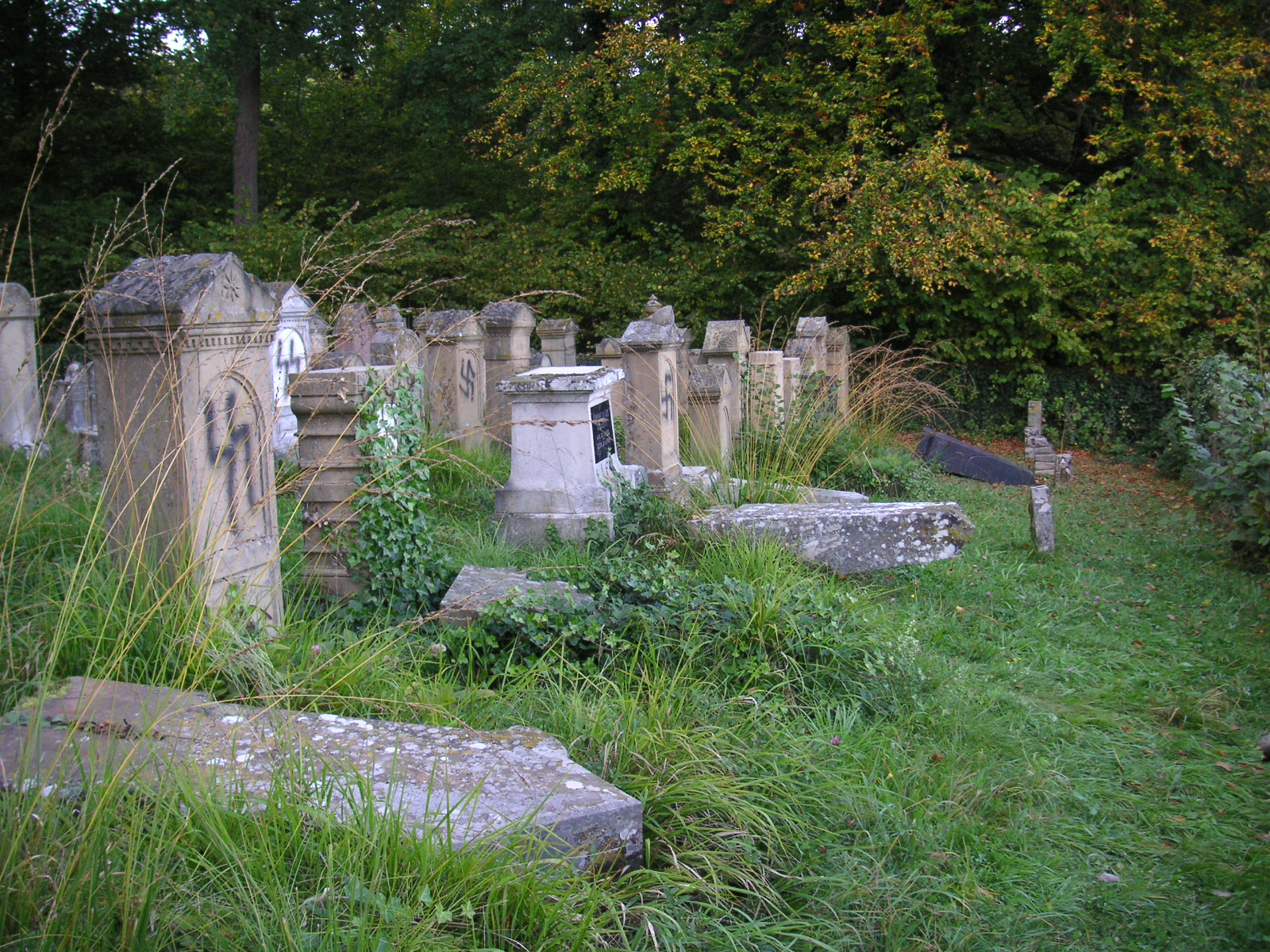
Schändung des jüdischen Friedhofs in Freudental (Kreis Ludwigsburg), 1. Oktober 2007

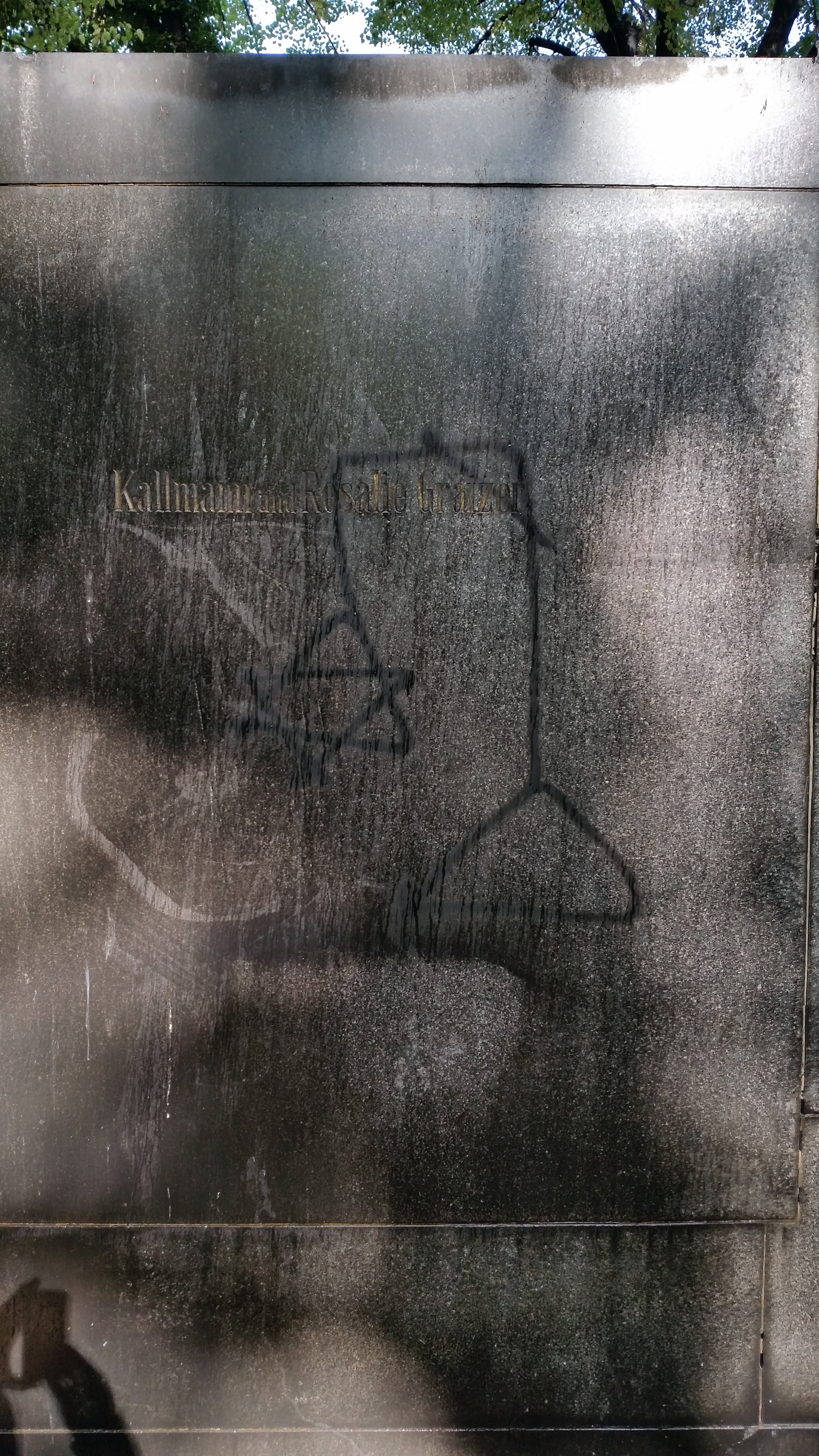
Antisemitisches Graffito am jüdischen Friedhof in Katowice (Polen), 2015

Die Schändung jüdischer Friedhöfe bezeichnet das mutwillige Zerstören oder Beschädigen von jüdischen Gräbern, Friedhofsmauern und Trauerhallen. Dazu gehören das Umwerfen von Mazewot (Grabsteinen) oder das Beschmieren mit Graffiti und Parolen, wie „Juden raus“, „Judensau“, „Heil Hitler“, „Wir machen die 7 Millionen voll“, oder mit SS-Runen und Hakenkreuzen. Schändungen jüdischer Friedhöfe finden weltweit statt. Mit Friedhofsschändungen wollen die Täter die religiös begründete Dauerhaftigkeit der Grabstätten und die Erinnerung an jüdisches Leben zerstören, dessen symbolische Präsenz tilgen und die Würde sowohl der Verstorbenen als auch der Angehörigen verletzen. Allein in Deutschland wurden seit Kriegsende über 2000 mal jüdische Friedhöfe geschändet. „Die Zerstörung jüdischer Friedhöfe ist kein Ausdruck des Antisemitismus, sie ist er selbst“, kommentierte Theodor W. Adorno die zunehmenden Schändungen jüdischer Friedhöfe bereits in den 1950er Jahren.

## Religiöser Hintergrund
Ein Grab auf einem jüdischen Friedhof (hebräisch בית קברות Bet ḳvarot, deutsch ‚Gräberhaus‘ oder hebräisch בית-עלמין Bet-ʿalmin, deutsch ‚Ewigkeitenhaus‘) ist für die Ewigkeit gedacht, was einem der fundamentalsten Grundsätze der jüdischen Halacha entspricht. Die Erdbestattung ist vorgeschrieben und dauerhafte Totenruhe gilt als verbindlich. Anders als im Christentum darf eine Grabstätte nicht neu belegt werden. Eine Exhumierung oder Verlegung eines Grabes ist – von ganz besonderen Umständen abgesehen – nicht zulässig. Ein Grabstein (hebräisch מצבה Mazewa) symbolisiert die Verpflichtung, Verstorbene nicht zu vergessen. Eine Störung der Totenruhe bewirkt in der jüdischen Gemeinschaft eine tiefe seelische Betroffenheit und verstärkt teilweise bei Angehörigen eine anhaltende Trauerstörung.

## Schändungen
Der juristische Terminus in Deutschland für die Schändung von Friedhöfen lautet Störung der Totenruhe. Laut Martin Krauss 2010 in der Wochenzeitung Jüdische Allgemeine handelt es sich dabei um umgestürzte Grabsteine, Schmierereien und Gegröle. Dabei sei die Dunkelziffer aber sehr hoch, da nicht jedes Graffito zur Anzeige gebracht und über die Friedhofsmauer geworfener Unrat nur selten gemeldet werde und die örtliche Polizei nicht in jedem Besäufnis, das zwischen jüdischen Grabsteinen stattfindet, eine antisemitische Straftat zu erkennen bereit sei. Außerdem werden selbst zur Anzeige gebrachte Schändungen jüdischer Friedhöfe nicht unbedingt als Störung der Totenruhe, sondern teilweise als Brandstiftung, Hausfriedensbruch oder Sachbeschädigung in der polizeilichen Statistik verzeichnet. Wenn eine Schändung in „natürlicher Handlungseinheit mit einem schwerer bestraften Delikt wie zum Beispiel Raub“ erfolgt, taucht sie ebenfalls nicht gesondert in der Statistik auf. Der Historiker Julius H. Schoeps weist darauf hin, dass Störungen der Totenruhe auf christlichen Friedhöfen in Deutschland meistens weitaus weniger gravierend seien als Angriffe gegen jüdische Ruhestätten: „Bei christlichen Grabstätten beschränken sich die Übergriffe meist auf den Diebstahl von Grablichtern sowie auf die Zerstörung der Blumen- und Pflanzenrabatte. Anders bei den jüdischen Friedhöfen, wo es sich bei den Schändungen um das Zerschlagen und Zertrümmern von Grabsteinen und -platten handelt, um das Herausreißen von Grabbegrenzungen, das Umstürzen von Grabsteinen, das Eintreten von Friedhofszäunen und -toren.“ Friedhofsschändungen als Ausdruck von Feindschaft und Gewalt gegen Angehörige von Minderheiten richteten sich in der Bundesrepublik Deutschland lange Zeit fast ausschließlich gegen jüdische Friedhöfe. Die überwältigende Mehrheit dieser Straftaten wird als rechtsextrem motiviert klassifiziert: 591 von 614 in den Jahren 2001 bis 2014. Nur wenige wurden den Kategorien Ausländer (4), Sonstige (11) und Unbekannt (8) zugeordnet.

### Mittelalter und frühe Neuzeit

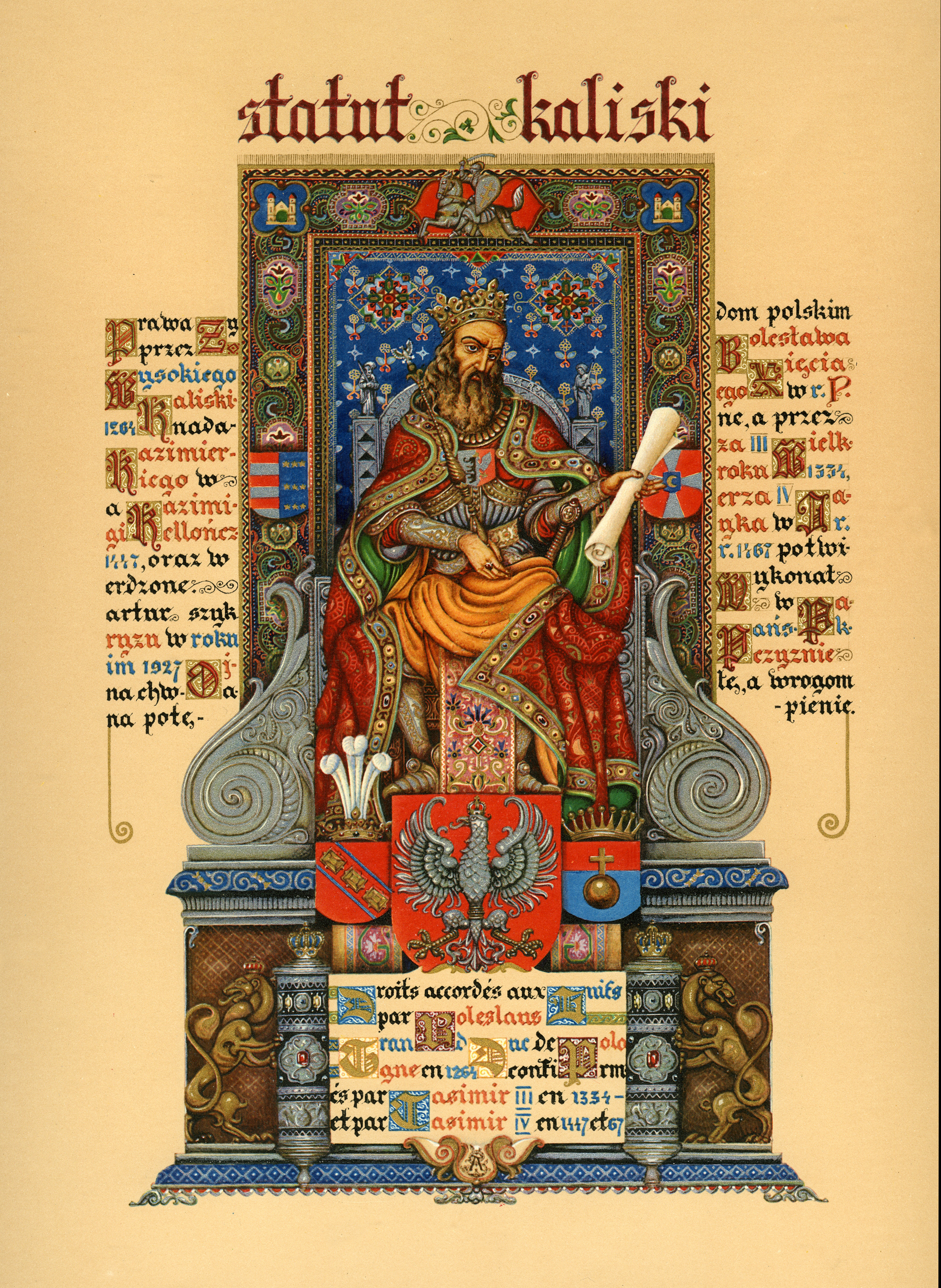
Statut von Kalisch, Illustration von Arthur Szyk (1894–1951), Deckblatt mit Kasimir dem Großen, 1927

Von den jüdischen Friedhöfen des frühen Mittelalters gibt es nur wenige Spuren, da sie wahrscheinlich Gemeinschaftslagen mit christlichen Gräberfeldern waren und zusammen mit diesen aufgegeben wurden. Nachdem um das Jahr 1000 Tendenzen einsetzten, christliche Begräbnisse an und in Kirchen vorzunehmen – eine Veränderung, der die Juden nicht folgen konnten und wollten – begann die Separation der jüdischen Friedhöfe von den Kirchhöfen. Aus diesem Grund finden sich aus der Zeit ab dem 11. Jahrhundert vermehrt erhaltene jüdische Grabsteine oder ganze Friedhöfe. Deshalb wurden bereits bei Pogromen im Mittelalter jüdische Friedhöfe, weil leicht als solche erkennbar, verwüstet. Die meisten mittelalterlichen Friedhöfe wurden, wie die Juden selbst, Opfer der Verfolgung.
Mit dem Statut von Kalisch (polnisch status kaliski), das von Herzog Bolesław VI. dem Frommen von Großpolen (polnisch Bolesław Pobożny, 1224/27–1279) am 8. September 1264 in der polnischen Stadt Kalisz erlassen wurde, wurden unter anderem wegen der Häufung antisemitischer Übergriffe Strafen für die Schändung von jüdischen Friedhöfen und Synagogen angedroht. Der Enkel Bolesławs des Frommen, Kasimir III der Große (Kazimierz III Wielki, 1310–1370) bestätigte anlässlich seiner Thronbesteigung am 9. Oktober 1334 in Krakau das Statut mit dem Statut von Wiślica, welches die Stellung der Juden in Polen definierte und die Grundlage für deren relativ autonome Existenz legte, die bis 1795 wirkte. Bei der Vertreibung der Juden aus einer Stadt wurden in anderen Ländern die Friedhöfe gemäß dem Rechtsgrundsatz Sepulcra hostium religiosa nobis non sunt ‚Die Gräber der Feinde verdienen von unserer Seite keine Ehrfurcht‘ zerstört und jüdische Grabsteine zu Bauzwecken verwendet, etwa 1298 in Rothenburg ob der Tauber, 1349 in Speyer, 1439 in Augsburg. Grabsteine, die für den Bau von Kirchen, Stadtmauern und Ähnlichem verwendet wurden, hat man bereits im 19. Jahrhundert wiedergefunden, so in Breslau am Rathaus und Dom, in Erfurt 80 Stück, in Mainz 124, in Ulm 24, in Köln 36, in Speyer 38 und in Rothenburg 33.
Zwischen dem 5. und 7. Dezember 1349 wurden auf dem heutigen Hauptmarkt von Nürnberg 562 Juden erschlagen und verbrannt. Ihre Synagoge und ihr Friedhof wurden zerstört, die Grabmale in verschiedenen Gebäuden vermauert. Vier Grabsteine aus Sandstein wurden trapezförmig zugeschnitten, um als Treppenstufen im Südturm der St.-Lorenz-Kirche zu dienen. 1489 kam es in Nürnberg erneut zu Judenverfolgungen und Friedhofsschändungen. Bei Renovierungsarbeiten wurde im September 2019 ein 700 Jahre alter jüdischer Grabstein in einer Wand in etwa drei Metern Höhe im Eingangsbereich des Sebalder Pfarrhofs in Nürnberg freigelegt.
Im Fall des Friedhofs der jüdischen Gemeinde Speyer ging das Gelände im Jahre 1435 nach der Vertreibung der Juden in städtischen Besitz über und wurde an Christen verpachtet. Auf dem Areal wurde schließlich im 18. Jahrhundert der Elendsherbergsacker angelegt. Nach der Auflösung des Friedhofs wurden die Grabsteine als Baumaterial verwendet.
Zahlreiche Friedhöfe wurden unwiederbringlich zerstört, so etwa der mittelalterliche Friedhof in Augsburg, der nahe dem Scheitelpunkt der heutigen Straße „An der Blauen Kappe“ lag und nicht mehr existiert. Er hatte seinen Einzugsbereich bis nach Aichach, Lauingen und Donauwörth. 1438/39 wurde er beschlagnahmt und abgeräumt. Die Grabsteine wurden zum Rathausbau verwendet.
Nach der Vertreibung der jüdischen Gemeinde aus der Reichsstadt Regensburg (1519) rissen Bürger die Friedhofsmauer nieder und raubten die Grabsteine des jüdischen Friedhofs Regensburg. Schätzungen zufolge haben auf dem Friedhof in den rund 300 Jahren seines Bestehens über 4000 Bestattungen stattgefunden. Einige Hausbesitzer brachten einen hebräisch beschrifteten Grabstein als Spolie wie eine antijüdische Trophäe an ihrem Gebäude an. Es wurden auch einige Leichname ausgegraben und geschändet. Im Jahr 1520 wurde in Regensburg eine Kirche an Stelle der zerstörten Synagoge mit Grabsteinen aus dem jüdischen Friedhof gebaut.
In den folgenden Jahrhunderten waren vor allem das Beschmieren der Gräber mit Exkrementen, Leichenfrevel und die Nutzung des Friedhofs als Viehweide oder Fläche zum Bleichen von Wäsche übliche Entweihungshandlungen. Schoeps weist darauf hin, dass Friedhofsschändung aber auch mit hohen Strafen bedroht war, und nennt als Beispiel den unter Friedrich II. von Preußen (der „Alte Fritz“, 1712–1789) angelegten jüdischen Friedhof von Breslau, an dessen Eingang ein Schild warnte, dass das Verletzen dieser Ruhestatt mit Handabhacken bestraft werde.

### Anfang des 20. Jahrhunderts

Schändung des alten jüdischen Friedhofes Eberswalde 1897

In Deutschland existieren für die Zeit nach dem Ersten Weltkrieg Hinweise in kriminalpolizeilichen Akten, die z. B. für die Jahre 1923 bis 1928 58 Friedhofsschändungen dokumentieren, davon wurden 14 Fälle aufgeklärt: die Hälfte der Täter kam aus dem völkischen bzw. nationalistischen Spektrum, in den übrigen Fällen waren es Jugendliche, ein Täter wird als Kommunist bezeichnet. Die zum Ende des Jahrzehnts hin steigende Anzahl an Übergriffen veranlasste den Central-Verein deutscher Staatsbürger jüdischen Glaubens 1932, eine Broschüre über Friedhofsschändungen herauszugeben, in der diese als „Dokumente der politischen und kulturellen Verwilderungen unserer Zeit“ charakterisiert werden. Doch ließ sich die Welle der Friedhofsschändungen nicht aufhalten, zumal das Risiko der Ergreifung für die Täter gering war.

### Nationalsozialismus

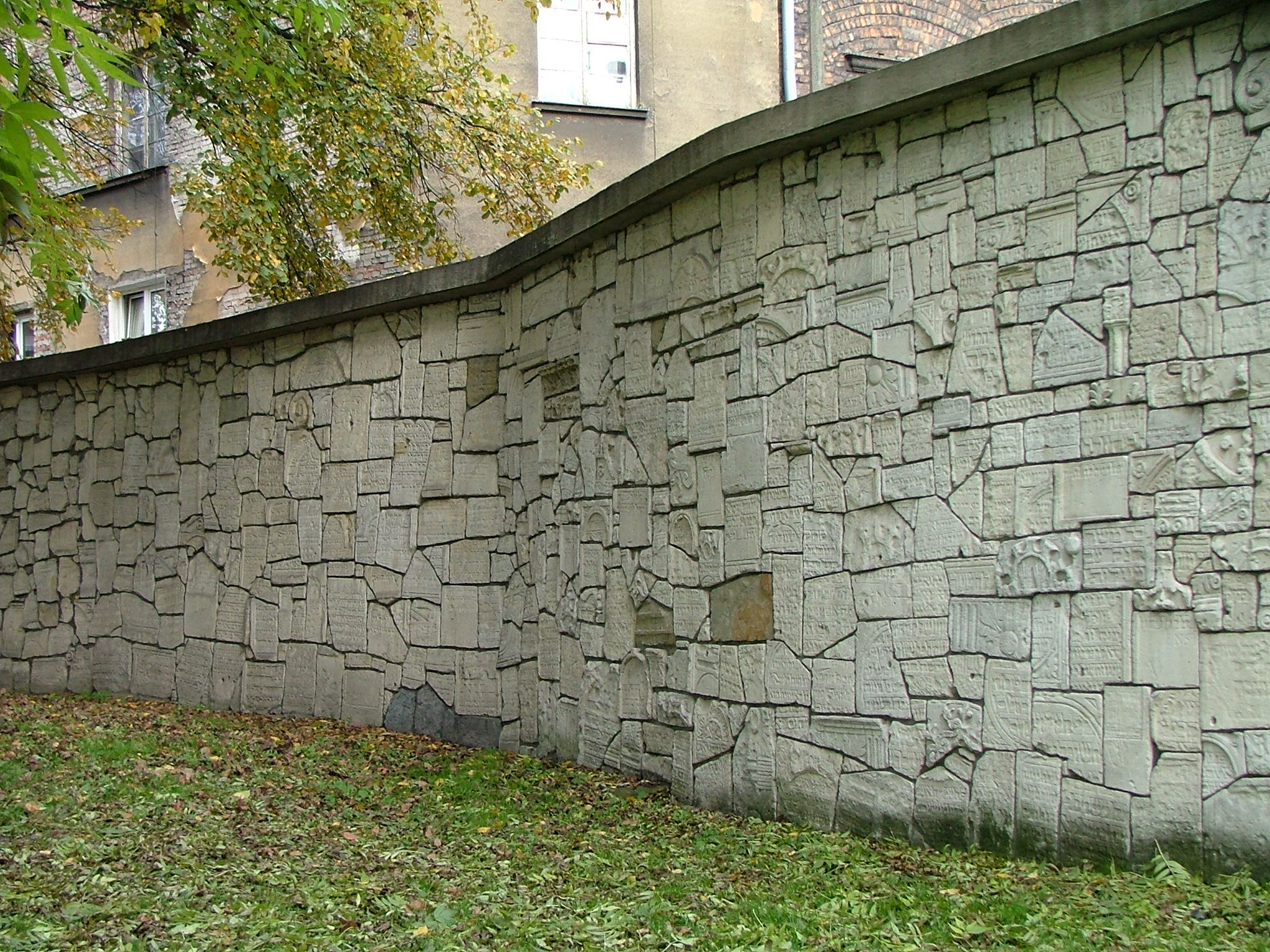
Durch die Nationalsozialisten zum Straßenbau verwendete, zerstörte Grabsteine im Alten jüdischen Friedhof im Stadtteil Kazimierz (Krakau, Polen), die nicht mehr zugeordnet werden können und in einer „Klagemauer“ bewahrt werden.

Raphael Lemkin prägte den Begriff des cultural genocide ‚kultureller Völkermord‘ als direkte Reaktion auf die Verbrechen der NSDAP und ihrer Schergen während des Holocausts, der unter vielem Anderem die Schändung jüdischer Friedhöfe beinhaltet. Über das Ausmaß von Friedhofsschändungen während des Nationalsozialismus gibt es bislang laut Wolfgang Benz Stand 2010 keine Untersuchungen. Die Regionalliteratur weist zwar auf Übergriffe seitens der Mehrheitsbevölkerung hin, eine detaillierte Dokumentation liegt jedoch nicht vor. Die Eliminierung (Einebnung, Zweckentfremdung) sämtlicher jüdischer Friedhöfe auf dem Boden des Deutschen Reich wäre zwar von der nationalsozialistischen Ideologie erwünscht gewesen, jedoch standen dem sowohl praktische als auch formaljuristische Probleme entgegen. Demgegenüber wurden nach Schätzung des Historikers Julius H. Schoeps in der Zeit des Nationalsozialismus 80 bis 90 Prozent von damals etwa 1700 jüdischen Ruhestätten im Deutschen Reich geschändet.

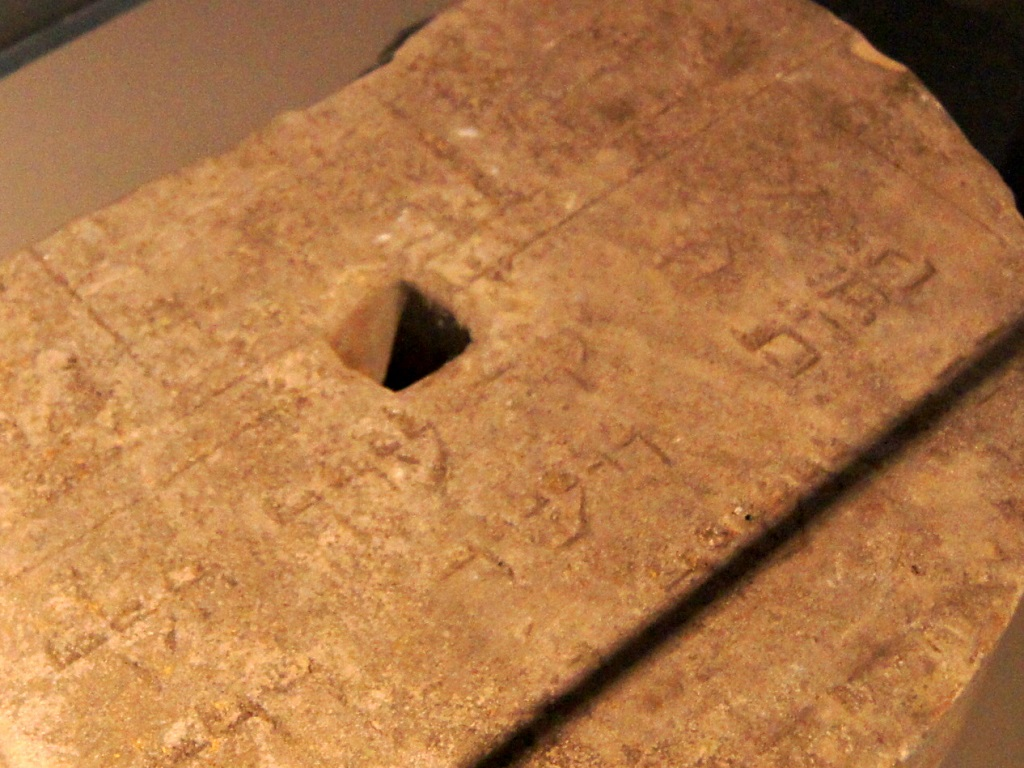
Jüdischer Grabstein, der zum Mühlstein umgearbeitet wurde (Weltkriegsmuseum Danzig)

Gut dokumentiert ist der Fall des jüdischen Friedhof Ottensen, wo die Altonaer Bauverwaltung auf verschiedenen Wegen versuchte, die Schließung des Friedhofs herbeizuführen, aber zunächst damit scheiterte. Für die Zerstörung jüdischer Friedhöfe in Berlin und Hamburg wurde jedoch ein Sonderrecht geschaffen, das in diesem Fall bedeutete, dass er entwidmet und 1941/42 mit einem Hochbunker überbaut wurde. In Leipzig und in Frankfurt am Main wurde auf dem Gelände des jüdischen Friedhofs ein Schuttabladeplatz eingerichtet. Jüdischen Friedhöfe wurden auf verschiedene Weise geschändet, zunächst durch direkte Schädigungen, die seit 1938 gehäuft vorkamen, und dann ab 1942 durch Aktionen in Rahmen der „Reichsmetallspende“, die einen Vorwand bot, Gitter und andere metallene Objekte von jüdischen Friedhöfen zu entfernen. SA-Männer und Hitlerjugend nutzten die Gelegenheit, dabei auch steinerne Grabmale zu zertrümmern. Das „Reichsinstitut für Geschichte des neuen Deutschland“ ließ die Verstorbenen exhumieren, um „Schädel- und sonstige Knochenmessungen“ durchzuführen.
Im Reichsgau Wartheland fand das deutsche Bestattungsrecht keine Anwendung: Mit Grabsteinen jüdischer Gräber wurden Straßen gepflastert, auch in Krakau in der Lagerstraße des KZ Plaszow. In Polen fanden auf jüdischen Friedhöfen Massenerschießungen durch die Nationalsozialisten statt. Die Opfer wurden in Massengräbern bestattet, die erst in neuerer Zeit entdeckt werden, so beispielsweise am jüdischen Friedhof in Piaski. Dort wurde 2017, kurz nachdem archäologische Restaurierungsarbeiten abgeschlossen waren, der Friedhof erneut entweiht, indem ein Wanderzirkus auf dem alten jüdischen Friedhof sein Zelt errichtet hat.
Im Rahmen eines historischen Projekts Obecnie Nieobecni ‚Zur Zeit abwesend‘ entstand eine Liste von 500 Arealen in Polen, die früher als jüdische Friedhöfe dienten. Viele von ihnen sind heute Schulhöfe, Parks, Straßen, Gebäude oder Parkplätze. Sogar noch nach dem Krieg wurden die jüdischen Grabsteine als Baumaterial für Straßen und Gebäude verwendet. Bewusst gespenstisch wirkende, aus Plexiglas gefertigte, „transparente Grabsteine“ (Mazewot) mit hebräischen Inschriften, die an den Orten der ehemaligen Friedhöfe temporär aufgestellt werden, sollen den Niedergang dieser Art von heiligen Stätten in Polen symbolisieren. Sie dienen einer Fotodokumentation. Allein in Łódź und Umgebung konnten 30 zerstörte Friedhöfe identifiziert werden.

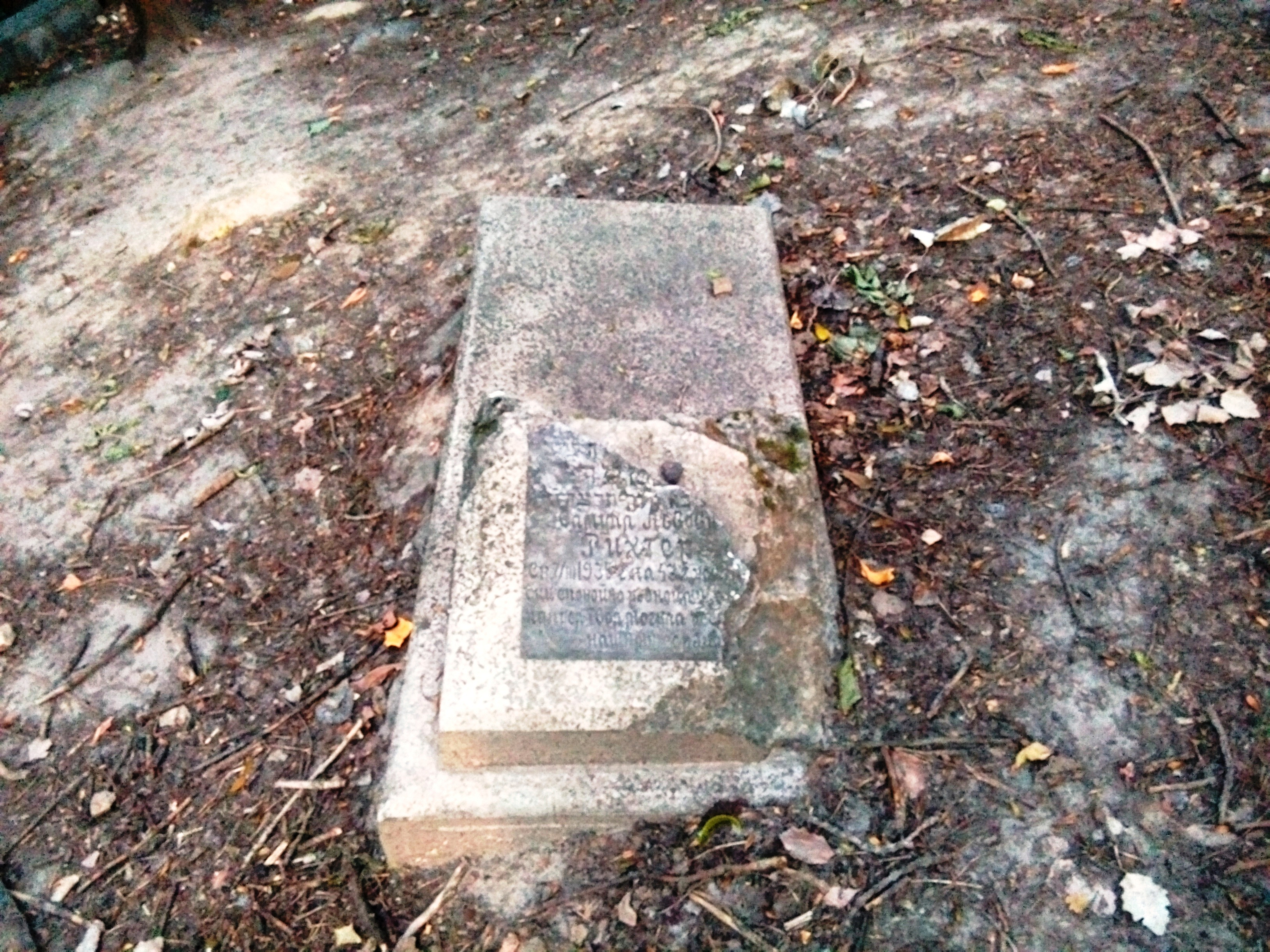
Einer der wenigen erhaltenen, jedoch stark beschädigten Grabsteine des Friedhofs in Babyn Jar bei Kiew

In zahlreichen Städten unter der Besatzung des nationalsozialistischen Deutschlands wurden jüdische Friedhöfe geschändet, so in Babyn Jar. Während der deutschen Besetzung Kiews (Ukraine) kam es in der unmittelbaren Umgebung zu Massentötungen, vor allem der jüdischen Bevölkerung unter der Verantwortung des Heeres der Wehrmacht. Den Einsatzgruppen der Sicherheitspolizei und des SD fielen am 29. und 30. September 1941 mehr als 33.000 Juden zum Opfer. Nach Zeugenaussagen wurde im Jahr 1943 als Baumaterial für die Scheiterhaufen, die zur Verbrennung der in Babyn Jar getöteten Menschen dienten, Grabsteine und Metallzäune des jüdischen Friedhofs bei Kiew verwendet. Dementsprechend schlecht war nach dem Zweiten Weltkrieg der Zustand des Friedhofs. Der Kiewer Stadtrat setzte das zerstörerische Werk nach dem Krieg fort. Am 26. Juni 1962 beschloss er die Nekropole zu beseitigen. Die sakralen Gebäude wurden abgerissen, der Großteil der Gräber und Grabsteine zerstört oder geplündert. Heute ist ein großer Teil des Friedhofs von einem Fernsehsender überbaut, vom Friedhof selbst sind lediglich Fragmente erhalten.
Auch in Österreich wurden zahlreiche Friedhöfe durch Nazis zerstört. So wurde beispielsweise in Wien der Jüdische Friedhof Währing bei Bauarbeiten an einem Luftschutzbunker teilweise zerstört, auf einem anderen Teil ließ das Naturhistorische Museum Wien Exhumierungen zum Zweck der „Rassenkunde“ vornehmen und schändete so etwa 200 Grabstätten. Der jüdische Friedhof von Mattersberg wurde völlig zerstört, die alten Grabsteine abgeräumt, um sie zum Bau von Panzersperren gegen die vorrückende Rote Armee zu verwenden, ebenso verwendet wurden die Grabsteine des jüdischen Friedhofs in Deutschkreutz.

### Deutschland nach dem Zweiten Weltkrieg
Auch nach Beendigung des Zweiten Weltkrieges blieben die noch etwa 2200 in Deutschland bestehenden jüdischen Friedhöfe (1900 in den drei westlichen Besatzungszonen, ca. 300 auf dem Gebiet der Sowjetischen Besatzungszone) von Schändungen nicht verschont. Dass diese Straftaten Ende der 1940er Jahre zunahmen, wurde im Ausland stark wahrgenommen und konterkarierte die Bemühungen deutscher Politiker um internationale Anerkennung. Die jüdischen Friedhöfe wurden engmaschig von der Polizei kontrolliert, doch bald wurde deutlich, dass spezielle Wachmannschaften notwendig waren, um den Schutz der Friedhöfe zu gewährleisten. Nach 1945 entbrannte ein heftiger, langjähriger Streit darüber, wer für den Wiederaufbau und die Pflege der jüdischen Friedhöfe finanziell zuständig sei. Von 1945 bis 1989 gab es mindestens 1394 Übergriffe auf jüdische Friedhöfe in der Bundesrepublik Deutschland. Nach der Wiedervereinigung beider deutscher Staaten sind von 1990 bis 2002 615 Schändungen jüdischer Friedhöfe in der Bundesrepublik dokumentiert, insgesamt demnach über 2000.
Konzentrationslager stellen ebenfalls Friedhöfe dar, in denen mittels Gedenksteinen der dort Ermordeten gedacht wird. Auch diese Gedenksteine werden geschändet, wie beispielsweise in der Gedenkstätte des KZ Buchenwald, wo diese Anfang September 2019 mit Hakenkreuzen beschmiert worden sind. Mangels konkreter Grabstätte ermittelt die Polizei „nur“ wegen des Verwendens von Kennzeichen verfassungsfeindlicher Organisationen gemäß § 86a StGB.

#### Bundesrepublik
Friedhofsschändungen von jüdischen Friedhöfen begleiten die Geschichte der Bundesrepublik seit ihren Anfängen. Sie sind fast immer rechtsextrem motiviert. Verschiedene jüdische Friedhofe wurden im Lauf der Jahre mehrfach geschändet. Nachfolgend werden einige wenige Friedhofsschändungen beispielhaft wiedergegeben.
Am 24. Dezember 1959 schändeten zwei Mitglieder der Deutschen Reichspartei, Arnold Strunk und Franz Josef Schönen, die Kölner Synagoge. Sie wurden wegen „Gemeinschädlicher Sachbeschädigung“ (§ 304 StGB) verurteilt – zu zehn beziehungsweise 14 Monaten Haft. In den folgenden acht Wochen wurden bundesweit 618 antisemitische Straftaten verzeichnet, darunter zahlreiche Friedhofsschändungen. „In den Schmierereien an der Kölner Synagoge und den folgenden antisemitischen Straftaten bricht der fortlebende Antijudaismus auf, der in der Nachkriegszeit unter der Decke gehalten wurde“, kommentierte der Historiker Karl-Joseph Hummel die Straftaten. Diese Synagogen-Schändung habe zahlreiche Nachahmertäter gefunden, die unabhängig voneinander handelten.
Im Jahre 1965 wurden auf dem jüdischen Friedhof in Bamberg die Grabsteine mit Parolen wie „Juden fahrt in die Hölle“, „Es lebe der Führer“, „Es lebe die SS – 6.000.000 sind zu wenig“ beschmiert. Die Universität Bamberg hat eine Zusammenstellung der Schändungen „Bamberger Friedhöfe im Spiegel lokaler Zeitungen des 20. Jahrhunderts“ erstellt. Nachahmungstaten folgten in Neuss, Koblenz, Königswinter, Hannover und Höchstadt/Aisch.
1990 fand man auf dem jüdischen Friedhof in Ihringen von den knapp über 200 Grabsteinen 177 zerschlagen. Auf der Friedhofsmauer prangten die Aufschriften „Komm du Jude, wir fahren nach Dachau“, „Judenschweine vereket“ (sic!).
Bei der Wiederherstellung der jüdischen Friedhöfe nach 1945 wurden die Schäden regelmäßig heruntergespielt. Freiflächen von abgeräumten Grabsteinen, zerbrochene Grabsteine, zerschlagene Inschriftentafeln zeugen jedoch sichtbar von diesen Schändungen bis in unsere Zeit. Seit den 1990er Jahren war die Tendenz steigend: Jährlich kamen über 40 Friedhöfe hinzu.
Auf dem jüdische Friedhof in Oldenburg kam es ab dem Jahr 2000 mehrfach zu Schändungen, wobei diese bis ins Jahr 1866 zurückreichen. Schändungen fanden 2000, 2003, 2004, 2010, 2011, 2013, 2014 und 2015 statt. Es handelte sich dabei um Politisch motivierte Kriminalität aus dem rechten Spektrum.
Eine Schändung des Jüdischen Friedhofs Berlin-Weißensee am 3. Oktober 1999 – während der offiziellen Feierlichkeiten zum 10. Jahrestag der Wiedervereinigung – soll erwähnt werden, bei der über hundert Grabsteine zerstört wurden. Die Täter konnten nicht ermittelt werden. Einige Steinmetze erklärten sich bereit, die Steine unentgeltlich zu reparieren. Einer der Steinmetze erhielt danach telefonische Morddrohungen, schließlich zerstörten Unbekannte seine Werkstatt. Eine Spendenaktion der Amadeu Antonio Stiftung ersetzte dem Steinmetz einen Teil des Schadens.

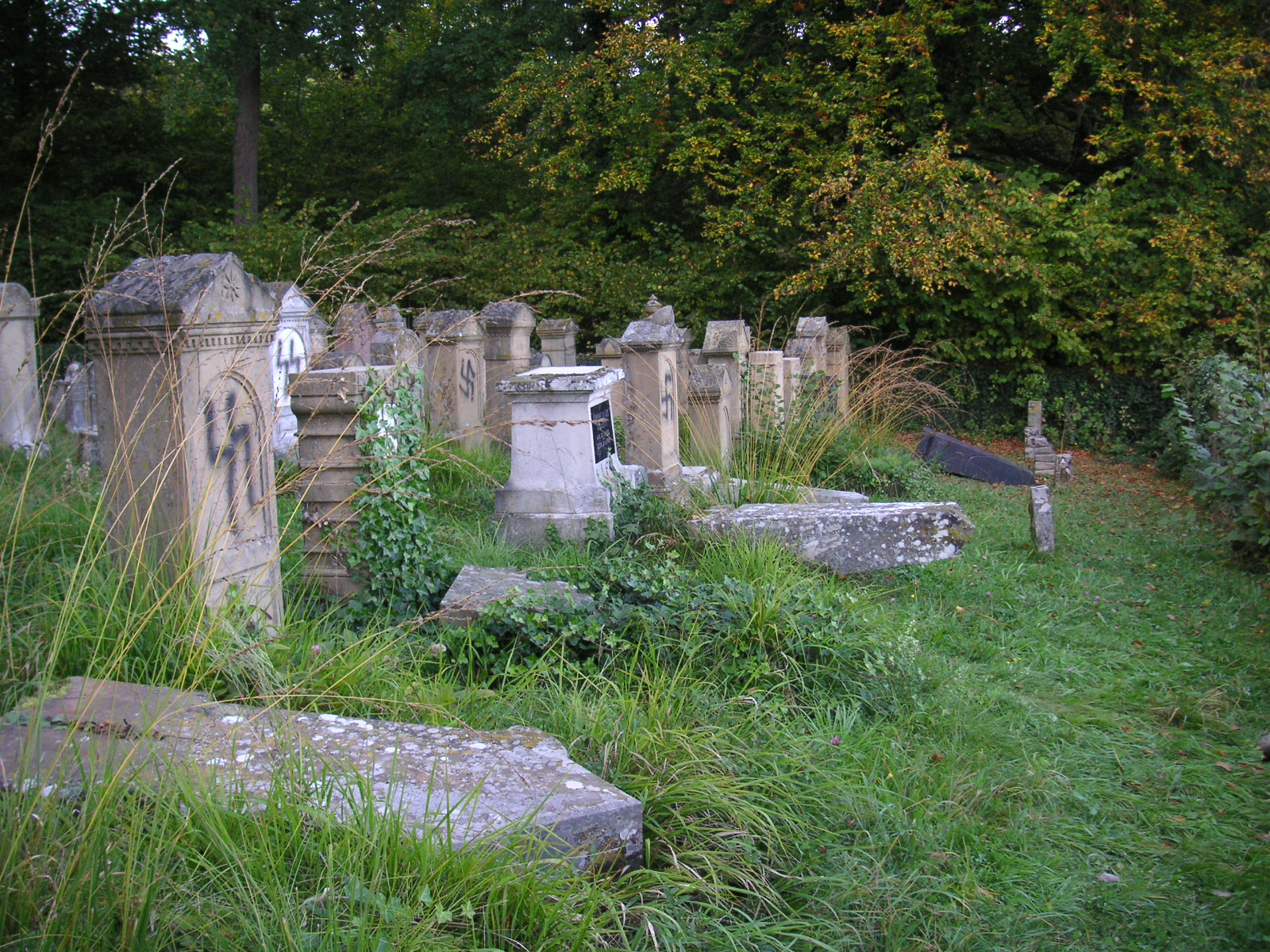
Jüdischer Friedhof in Freudental nach der Schändung vom 1. Oktober 2007

Am Jüdischen Friedhof Heerstraße in Berlin wurde im September 1998 der Grabstein von Heinz Galinski, Präsident des Zentralrates der Juden in Deutschland, durch einen Sprengstoffanschlag geschändet, ein Stück des Steines wurde herausgesprengt. Am 19. Dezember 1998 wurde auf das Grab ein weiteres Sprengstoffattentat verübt, bei dem die Grabplatte völlig zerstört wurde. Galinskis Amtsnachfolger Ignatz Bubis, verstorben 1999, ließ sich nicht in Deutschland, sondern in Israel bestatten.
„Die Gewalttaten auf dem jüdischen Friedhof in Freudental bei Stuttgart sind die schlimmste Schändung eines jüdischen Friedhofs in Deutschland seit 1945“, sagte Ludwig Betz, Leiter des Pädagogischen Kulturzentrums ehemalige Synagoge (PKC) in Freudental. Am 1. Oktober 2007 wurden 65 Grabsteine umgeworfen, unwiederbringlich zerstört oder mit Hakenkreuzen und anderen Nazi-Symbolen beschmiert.
Im Januar 2012 wurden im jüdischen Friedhof am Geiersberg in Roth (Weimar) Grabsteine umgestürzt und mit Hakenkreuzen verunstaltet. Im Jahr 2013 ermittelte die Kripo auch in Bad Berleburg und Siegen wegen Schmierereien und Schändungen an jüdischen Gedenkstätten. Die Spuren führten ins Hinterland (Landkreis Marburg-Biedenkopf).
Die Polizei ermittelt wegen Sachbeschädigung und Störung der Totenruhe, weil auf dem jüdischen Friedhof in Lübeck im Stadtteil Moisling (Niendorfer Straße) am 19. April 2016 mehrere Grabsteine umgekippt worden waren. Einige waren dadurch teilweise zerbrochen.
Zahlen zu Schändungen und Vandalismus sind seit dem Jahr 2000 wieder rückläufig. 2002 hatte die Polizei 60 antisemitische Angriffe festgestellt, 2006 waren es 39. Von 2014 bis zum Ende des ersten Halbjahrs 2017 hat die Polizei nach Informationen des Tagesspiegels bundesweit 76 antisemitisch motivierte Angriffe auf jüdische Friedhöfe festgestellt. Nur in vier Fällen gelang es, die Täter zu ermitteln. Das geht aus einer Antwort des Bundesinnenministeriums auf eine schriftliche Anfrage von Bundestagsvizepräsidentin Petra Pau (Die Linke) vom November 2017 hervor. Die magere Aufklärungsquote „spreche für mangelnde Sensibilität und Schwerpunktsetzung bei Polizei und Staatsanwaltschaft“, so Pau.
2018 erfasste die Polizei bundesweit 27 antisemitisch motivierte Angriffe in diesem Bereich. Die meisten Schändungen jüdischer Friedhöfe, insgesamt fünf, meldete Baden-Württemberg. Es folgen Bayern (vier), Brandenburg, Sachsen-Anhalt und Niedersachsen (je drei), Berlin, Mecklenburg-Vorpommern und Nordrhein-Westfalen (je zwei) sowie Rheinland-Pfalz, das Saarland und Thüringen mit je einem Angriff.
Selbst eine Konversion zum Christentum schützt das Andenken jüdischstämmiger Verstorbener nicht immer vor Übergriffen. Unbekannte beschädigten am 23./24. November 2019 die Kapelle des Dreifaltigkeitsfriedhofs I am Mehringdamm in Berlin. Dort wird in einer Dauerausstellung an die Familie Mendelssohn, ausgehend vom jüdischen Philosophen Moses Mendelssohn (1729–1786), über sieben Generationen erinnert, einschließlich des Komponisten Felix Mendelssohn Bartholdy (1809–1847) und seiner Schwester Fanny Hensel (1805–1847). Sie alle sind unweit der Kapelle begraben. Neben Hakenkreuzen wurden auch Symbole aus der linksextremistischen Szene sowie diverse römische Zahlen hinterlassen. Die Nachfahren von Moses Mendelssohn waren zum Schutz gegen die im Anfang des 19. Jahrhunderts vorherrschenden antisemitischen Vorurteile zum Protestantismus konvertiert.
Am 30. Dezember 2019 haben Täter auf dem jüdischen Friedhof in Geilenkirchen mehr als 40 Grabsteine umgeworfen und einige mit Farbe besprüht. Zwei Tatverdächtige im Alter von 21 und 33 Jahren sind als Rechtsextremisten, die der Neonazi-Gruppe Syndikat 52 angehören sollen, polizeibekannt und wurden vorläufig festgenommen. Bei einer Solidaritätskundgebung am Holocaust-Gedenktag im Januar 2020 protestierten etwa 1.500 Menschen gegen die Tat. Die Urteilsverkündung erfolgte am 19. August 2022. Der Friedhof ist in den 1960er Jahren bereits dreimal geschändet worden. Von 1950 bis 2019 wurde auch der jüdische Friedhof immer wieder im benachbarten Gangelt geschändet.
Anfang Juli 2020 sind auf dem mittelalterlichen jüdischen Friedhof Heiliger Sand in Worms aus bislang unbekannten Gründen etliche historische Grabsteine mit Farbe beschmiert worden. Seit dem Zweiten Weltkrieg wurden Grabsteine auf dem Friedhof wiederholt bei zumeist antisemitisch motivierten Übergriffen beschädigt, so 1952, 1980 und 1993. Der Friedhof gilt als ältester in situ erhaltener jüdischer Friedhof in Europa. Die ältesten der etwa 2500 Grabsteine stammen aus dem 11. Jahrhundert. Gemeinsam mit weiteren Stätten des aschkenasischen Judentums aus den beiden Städten Speyer und Mainz ist er Bestandteil einer Bewerbung der SchUM-Städte (Speyer, Worms und Mainz) um einen Platz im UNESCO-Welterbe. Die Bewerbung ist im Januar 2020 bei der UNESCO eingereicht worden.
Hakenkreuze, das von den Nationalsozialisten eingeführte Symbol „Judenstern“, übelste Beschimpfungen und Genitalsymbole wurden zwischen 15. und 17. Mai 2021 mit roter und weißer Farbe auf die alten Grabsteine auf dem jüdischen Friedhof in Heusenstamm gesprüht. Menschen jüdischen Glaubens aus der gesamten Umgebung wurden dort bis zum Jahr 1938 bestattet. Neben Heusenstamm sind dies Weiskirchen, Jügesheim, Dietzenbach, Hainhausen, Obertshausen und Bieber.
Auf dem Jüdischen Friedhof in Chemnitz wurden die meisten der etwa 80 bis 100 Kindergräber in der NS-Zeit geschändet. Nur wenige Grabsteine sind übrig geblieben. Drei von ihnen sind am 13. Juli 2021 von unbekannten Tätern geschändet und umgestoßen worden.
Auf dem katholischen Friedhof des städtischen Friedhofs in Köthen (Sachsen-Anhalt) wurden Mitte Mai 2022 vier Grabsteine, auf dem jüdischen Teil 16 Grabsteine umgestoßen. Im September 2023 ist der jüdische Friedhof in Köthen erneut geschändet worden. Unbekannte haben dabei mehr als 40 Grabstätten beschädigt.
Mitte Oktober 2023 wurden sechs jüdische Gräber auf dem jüdischen Friedhof in Betzdorf zerstört. Die Stadt verurteilte diese Taten scharf und erstattete Strafanzeige. Die sechs Grabsteine seien umgeworfen und dabei aus der Verankerung gerissen worden, Die Polizei geht wie die Stadt Betzdorf von einer gezielten Tat im Zusammenhang mit dem Terrorangriff der Hamas auf Israel am 7. Oktober 2023 aus.

#### DDR
In der DDR wurden Grabsteine oder ganze Friedhöfe geschändet wie im Juni 1954 in Eberswalde (vollständig), im April 1955 in Bernburg (82 Grabsteine), im Oktober 1956 in Schleusingen (20 Grabsteine), im April 1961 in Sondershausen (17 Grabsteine), im Dezember 1964 in Karl-Marx-Stadt (9 Grabsteine), im April 1969 in Ost-Berlin (42 Grabsteine), 1972 in Dresden, 1975 in Potsdam, 1977 erneut in Dresden, im Mai 1982 wiederum in Karl-Marx-Stadt (50 Grabsteine), im Herbst 1983 in Eisleben (23 Grabsteine), im Februar und März 1988 in Ost-Berlin (98 Grabsteine) oder im Mai des gleichen Jahres in Mühlhausen (35 Grabsteine). Schändungen jüdischer Friedhöfe auf dem Gebiet der ehemaligen DDR wurden erst nach der Deutschen Wiedervereinigung aufgearbeitet. Erstmals belegte 2007 eine vom Zentrum für Antisemitismusforschung herausgegebene Dokumentation, dass Schändungen quer durch Ostdeutschland – in kleineren Orten wie Salzwedel, Perleberg, Aschenhausen und in allen Großstädten – zahlreich waren und von der Polizei und dem Ministerium für Staatssicherheit (Stasi) vertuscht wurden. An der Wiederherstellung geschändeter Gräber beteiligte Handwerker wurden zur Verschwiegenheit verpflichtet. In einem Fall aus dem Jahr 1988, in dem öffentlich über eine Friedhofsschändung in Ost-Berlin durch 6 Jugendliche, davon 5 Mitglieder der FDJ, berichtet wurde, schob man die Verantwortung dem Einfluss des Westens zu. In seiner 2017 veröffentlichten Studie zum Thema Antisemitismus und Neonazismus in der DDR teilt der Historiker Harry Waibel mit, dass von 900 antisemitisch motivierten Straftaten etwa 145 die Schändungen jüdischer Friedhöfe und Gräber betrafen.

### Westjordanland
Nach dem Beginn des ersten arabisch-israelischen Kriegs (1947–1949) verwehrte Jordanien Juden zum ersten Mal seit vielen Jahrhunderten den Zutritt zur Altstadt Jerusalems in Ostjerusalem einschließlich der Westmauer sowie zum auf der Westflanke des Ölbergs gelegenen jüdischen Friedhof. 38.000 der insgesamt 50.000 Grabsteine auf dem Ölberg wurden in den Jahren 1948 bis 1967 – bis zur israelischen Eroberung des jordanischen Teils im Sechstagekrieg – zerstört und viele davon zum Bau der Straße, die zum Gipfel führt, verwendet. Menashe Har-El spricht von 50.000 geschändeten Gräbern von 70.000 Gräbern. Nachdem das israelische Militär Kontrolle über das Gelände erlangte, wurden Einzelheiten dieser Friedhofsschändung dokumentiert. So besichtigte eine Gruppe von Militärgeistlichen und Mitgliedern der Jerusalemer Chewra Kadischa 1967 ein Lager der Arabischen Legion nahe Jericho: es war größtenteils mit jüdischen Grabsteinen (die Inschriften waren teilweise noch lesbar) vom Ölberg errichtet worden – sowohl die Paradefläche als auch die Straßen, Gebäude und sogar Toiletten: Grabsteine wurden – nachweisbar – zum Bau von Latrinen benutzt. Christliche Gräber wurden verschont. Vier Straßen wurden durch die Friedhöfe gebahnt, wobei auch die Gräber berühmter Personen zerstört wurden. Skelette wurden verstreut. Auch seit dem Sechstagekrieg waren Dutzende Fälle von Vandalismus zu beklagen. Seit Oktober 2015 allerdings wurde kein Grabstein mehr geschändet (Stand: Ende 2019), nachdem verstärkte Sicherheitsmaßnahmen auf dem Friedhof ergriffen worden waren, wie die Einrichtung einer Polizeistation vor Ort, eines Zauns und die Installation von 173 Überwachungskameras.
Die Zerstörung des 1290 errichteten jüdischen Friedhofs in Hebron, in dem zahlreiche berühmte Rabbiner begraben sind, erfolgte ebenfalls in den Jahren 1948 bis 1967. Beim Betreten der Stadt 1967 fanden die israelischen Verteidigungsstreitkräfte folgenden Zustand vor, den sie dokumentierten: Der Eingang zu den Patriarchengräbern war vermint. Vom jüdischen Friedhof waren die Grabsteine vollständig entfernt worden. Ein Einwohner hatte das Areal in ein Gemüsebeet umgewandelt. In der Stadt stieß man auf eine Mauer, die aus dem Material der jüdischen Grabsteine errichtet worden war. Es zeichnete sich ab, so der Bericht, dass im Zement auch menschliche Knochenstücke untergemengt worden waren. Rund 4000 Grabsteine waren entfernt und für Bauzwecke verwendet worden. Der Friedhof sei auf Anweisung der jordanischen Regierung zerstört worden.
In der Nacht zum 10. April 2022 haben mehrere Dutzend militante Palästinenser das Josefsgrab am Stadtrand von Nablus im Westjordanland attackiert, den Grabstein zertrümmert und einen Brand gelegt. Es zählt zu den heiligsten Stätten im Judentum, wird aber auch von Samaritanern, Christen und Muslimen verehrt. So sollen hier der jüdische Stammvater Josef und seine Söhne Ephraim und Manasse begraben sein.

### Weltweit in jüngerer Vergangenheit
Schändungen jüdischer Friedhöfe finden weltweit statt. Wegen der hohen Anzahl können hier nur Beispiele genannt werden, vornehmlich aus dem Zeitraum seit den 2010er Jahren.

#### Algerien
Der jüdische Friedhof der Küstenstadt Azeffoun existiert nicht mehr. Er wurde am 1. November 2015 völlig geplündert und zerstört. Über 300 Gräber wurden geschändet und zerstört.

#### Argentinien
Mindestens ein Dutzend Grabsteine auf dem Friedhof in Santiago del Estero wurden am 10. Dezember 2014 beschädigt, umgeworfen und zerstört.

#### Belgien
Am 22. November 2023 wurden auf dem jüdischen Teil eines Friedhofs im Stadtteil Marcinelle der belgischen Stadt Charleroi,  85 Gräber geschändet. Zahlreiche auf Grabsteinen angebrachten Davidsterne seien gestohlen worden.

#### Bulgarien
In der Nacht vom 20. April 2019 (Hitlers Geburtstag) wurden auf dem alten jüdischen Friedhof von Stara Sagora Hakenkreuze auf alle Grabsteine gesprüht.

#### Dänemark
Im Friedhof Østre Kirkegård in Randers wurden am 9. November 2019 (Jahrestag des Beginns der Novemberpogrome 1938) 84 Grabsteine mit grüner Farbe verunstaltet. Zeitgleich wurde antisemitischer Vandalismus auch in Kopenhagen, Aarhus, Silkeborg und Aalborg gemeldet.

#### Eritrea
Im Januar 2018 wurde der jüdische Friedhof in Asmara verwüstet. Dutzende von Gräbern wurden verunstaltet.

#### Estland
Am jüdischen Friedhof Rahumäe in der estnischen Hauptstadt Tallinn wurden in der Nacht zum 23. Juni 2019 mehrere Grabsteine umgeworfen und weitere mit Hakenkreuzen beschmiert.

#### Frankreich
In Frankreich erregte in der Nacht zum 9. Mai 1990 die Schändung des jüdischen Friedhofs der Kleinstadt Carpentras in der Provence besondere Empörung. Dort waren nicht nur 34 Gräber verwüstet worden, sondern die Täter hatten überdies den Leichnam eines kurz zuvor Verstorbenen ausgegraben und in besonders entwürdigender Weise auf einem anderen Grab abgelegt. Als Reaktion auf die Tat fand am 14. Mai 1990 in Paris ein Protestmarsch mit 200.000 Teilnehmern statt, auf der unter anderem eine Puppe mit den Zügen des rechtsextremen Politikers Jean-Marie Le Pen und der Aufschrift Carpentras, c’est moi ‚Carpentras bin ich‘ verbrannt wurde. An der Demonstration nahm – als erstes französisches Staatsoberhaupt bei einem solchen Anlass – auch Staatspräsident François Mitterrand teil. Als Täter wurden sechs Jahre nach der Tat eine Handvoll neonazistischer Skinheads identifiziert. Seit 2015, und insbesondere im Jahr 2019, machte eine Serie von Anschlägen auf jüdische Friedhöfe im elsässischen Département Bas-Rhin Schlagzeilen. Nach der Schändung des Friedhofs in Herrlisheim 2015 wurden in der Nacht vom 18. auf den 19. Februar 2019 auf dem jüdischen Friedhof in Quatzenheim 96 Gräber verunstaltet, unter anderem mit Hakenkreuzen und einem Schriftzug mit dem Namen der in den 1970er Jahren aktiven, rechtsextremen, separatistischen elsässischen Untergrundorganisation Schwarze Wölfe. Auf 107 Grabstätten des jüdischen Friedhofs von Westhofen, rund 25 Kilometer von Straßburg entfernt, wurden in der Nacht zum 3. Dezember 2019 antisemitische Inschriften angebracht, unter anderem Referenzen auf den rechtsextremen Glaubenssatz der Fourteen Words. Auf dem Friedhof, dessen Geschichte bis ins 14. Jahrhundert zurückreicht, wurde unter anderem auch das Familiengrab des ehemaligen französischen Premierministers Michel Debré verunstaltet. Ebenfalls im Département Bas-Rhin wurden kurz darauf auf dem jüdischen Friedhof der Gemeinde Schaffhouse-sur-Zorn antisemitische Graffiti entdeckt. An den Weihnachtsfeiertagen im Dezember 2020 haben Unbekannte Dutzende Gräber auf einem Friedhof in Fontainebleau mit Hakenkreuzen beschmiert.

#### Griechenland
In Griechenland kam es vermehrt zu Schändungen jüdischer Friedhöfe und Mahnmale. Verübt wurden diese Taten von Rechtsextremen. Allerdings zeigte sich auch, dass die öffentliche Meinung stark von der pro-palästinensischen Berichterstattung der griechischen Presse geprägt ist, die sich häufig antisemitischer Stereotypen bedient. Auf dem Friedhof von Thessaloniki, der zweitgrößten griechischen Stadt mit der größten jüdischen Gemeinde in der Region, wurden im Mai 2014 zwölf jüdische Gräber von Unbekannten geschändet. Polizeiquellen zufolge wurden der Friedhofseingang und Grabdenkmäler beschädigt. Dabei hatten die deutschen Besatzer, Wehrmacht und SS, den historischen Friedhof mit seinen rund 500.000 Gräbern 1942 zerstört.

#### Italien
Am 18. Juli 2002, dem Trauertag Tischa beAv des jüdischen Kalenders, wurden über 40 jüdische Gräber auf dem Campo Verano, dem größten Friedhof in Rom, geschändet.

#### Libanon
Im Dezember 2019 wurde – vermutlich durch die Hisbollah – der jüdische Friedhof in Sidon zerstört. Der Friedhof war bereits 1992 zerstört worden und wurde 2005 wieder hergestellt. Die UNESCO wurde aufgefordert, sich für die Bewahrung des Friedhofs einzusetzen.

#### Neuseeland
Am 17. Februar 2015 wurde im jüdischen Teil des Südlichen Friedhofes in Dunedin (Südinsel Neuseelands) bei einem antisemitischen Angriff ein Hakenkreuz auf einen Grabstein gemalt. Zwei weitere Grabsteine wurden umgeworfen und zerbrochen.

#### Niederlande
Im Juli 2018 wurden in Zeeburg, einem Stadtteil von Amsterdam, Hakenkreuze auf die Wand des jüdischen Friedhofs gesprüht. Die Polizei nahm einen Verdächtigen fest. Bereits im November 2015 wurden in Oud-Beijerland neun Gräber auf dem jüdischen Friedhof zerstört. Fünf Grabsteine wurden zerschlagen und vier weitere wurden umgestoßen.

#### Österreich

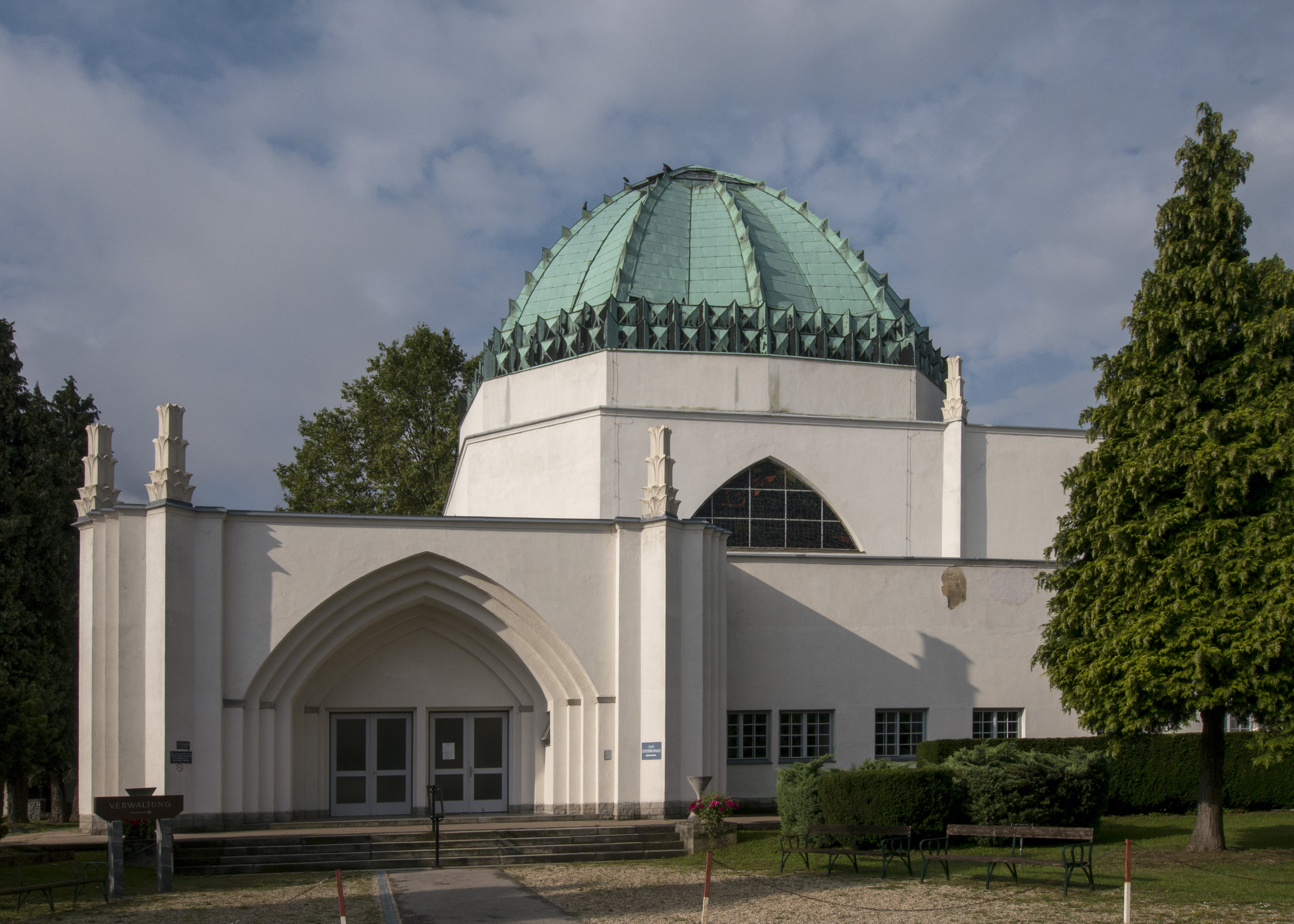
Zeremonienhalle am neuen israelitischen Friedhof hinter Tor 4

Am 31. Oktober 2023 erfolgte ein Anschlag im jüdischen Teil des Wiener Zentralfriedhofs. Der Vorraum der Zeremonienhalle ist ausgebrannt. An Außenmauern wurden Hakenkreuze gesprayt. Personen kamen nicht zu Schaden. Der Verfassungsschutz und die Brandgruppe der Polizei ermitteln wegen Brandstiftung. Die Zeremonienhalle des Jüdischen Friedhofs wurde von den Nationalsozialisten 1938 fast vollständig zerstört. 1967 wurde sie wieder hergestellt.

#### Polen
Ungefähr 20 Gräber wurden am 20. November 2012 von Vandalen auf einem jüdischen Friedhof in Łódź geschändet. Die meisten zertrümmerten Grabsteine waren erst kurz zuvor von im Ausland lebenden Verwandten restauriert worden. Ebenfalls in Polen wurden im Juli 2018 in Zduńska Wola ein Zaun zerbrochen, ein Brand gelegt und Grabsteine zertrümmert. In Tarnów wurde am 20. Juli 2019 die gerade zuvor restaurierte Friedhofsmauer des jüdischen Friedhofs mit einer fünf Meter großen antisemitischen Aufschrift besprüht: Żydzi jedzą dzieci. Jadowniki jedzą Żydów ‚Juden essen Kinder, Jadowniki essen Juden‘. Jadowniki ist eine Ortschaft in Powiat Brzeski (Brzesko). Bereits früher wurden Hakenkreuze und Ähnliches gesprüht. Spontan übertünchte eine große Gruppe von Anwohnern die Schmierereien. In Częstochowa wurden im Dezember 2018 antisemitische Graffiti auf das Tor des jüdischen Friedhofs gesprüht. Ende März zerschmetterte ein anonymer Täter das Grab des Rabbiners Pinchas Menahem Justman.

#### Rumänien

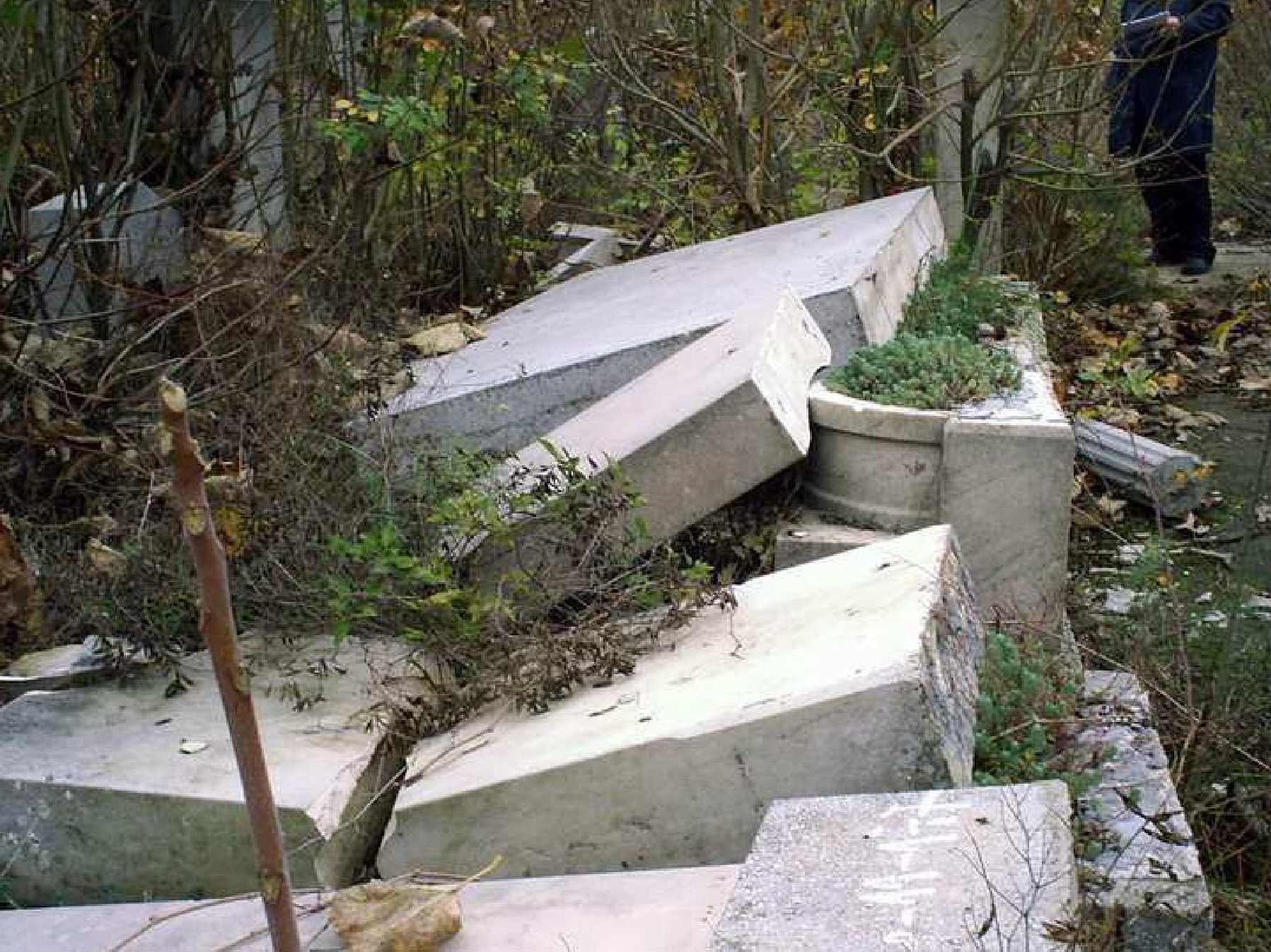
Im Oktober 2008 wurden 131 Grabsteine auf dem jüdischen Friedhof Giurgiului (Bukarest) beschädigt oder zerstört.

Im jüdischen Friedhof in der Stadt Huși wurden Anfang April 2019 73 Grabsteine zerstört. Ebenfalls in Rumänien waren bereits im August 2018 der Nebeneingang des jüdischen Friedhofs in Reghin zerstört und zehn Grabsteine verwüsten worden.

#### Schweiz
Anfang Mai 2005 wurde der jüdische Friedhof von Vevey-Montreux geschändet, was von der Eidgenössische Kommission gegen Rassismus (EKR) verurteilt wurde.

#### Slowakei
Am 17. Dezember 2019 wurden im jüdischen Friedhof in Bratislava 79 Grabsteine umgestürzt. Weitere 59 Grabsteine wurden zeitgleich im jüdischen Friedhof in Námestovo vandaliert. Der Friedhof überstand den Zweiten Weltkrieg und war in den nachfolgenden Jahrzehnten aufwändig restauriert worden.

#### Südafrika
Die jüdische Gemeinde von Wellington gab am 14. Dezember 2018 bekannt, dass alle 39 jüdischen Gräber des insgesamt 50 Grabstätten zählenden kleinen Friedhofs von Unbekannten entweiht und die Grabsteine beschädigt worden seien. Die übrigen, nichtjüdischen Gräber fielen keiner Schändung anheim. Zuvor waren im Jahr 2017 jüdische Gräber in George entweiht worden.

#### Sudan
Bis 1970 war in Folge des Sechstagekriegs (1967) und der darauf folgenden antisemitischen Ausschreitungen fast die gesamte jüdische Gemeinde aus dem Sudan geflohen. 1975 wurde die Särge des jüdischen Friedhof in Khartum nach Israel geflogen und auf dem Friedhof Giwat Scha'ul in Jerusalem beigesetzt. 2005 befanden sich noch 15 jüdische Gräber auf dem jüdischen Friedhof in Khartum. Diese wurden entweiht, und das Gelände wurde als Mülldeponie für gebrauchte Autoteile genutzt.

#### Tschechien
Im Jahr 1987 wurden Grabsteine des jüdischen Friedhofs in Prag in Pflastersteine zersägt. Seit 2019 läuft ein Projekt mit dem Titel „Auf der Suche nach dem verlorenen Gesicht jüdischer Friedhöfe“, um die Grabsteinfragmente zu identifizieren und in den alten jüdischen Friedhof zurückzubringen. Zahlreiche zu Pflastersteinen zersägten jüdischen Grabsteine wurden 2020 bei Umbauarbeiten auf dem Prager Wenzelsplatz entdeckt.

#### Tunesien
Am 4. Februar 2013 wurden Grabsteine in El Kef umgestürzt beziehungsweise zerstört, nachdem bereits am 23. Januar desselben Jahres in Sousse 69 Gräber geschändet worden waren. Anfang 2020 wurde eine erneute Schändung des Friedhofs festgestellt, bei dem mehrere Grabsteine zertrümmert worden sind.

#### Ukraine
In Krementschuk wurde Mitte April 2014 das Grab der sogenannten „Gerechten“ (Zaddiks) und Schüler von Rabbi Nachman, das sich auf dem alten jüdischen Friedhof befindet, entweiht. Vandalen schlugen die Außenmauer des Denkmals ein und stahlen eine Gedenktafel. Das Grab war bereits mehrmals das Ziel von Angriffen, zuvor im April 2013, als Vandalen den Grabstein zerstört haben. Die Grabstätte war erst 2010 rekonstruiert worden.

#### Ungarn
Auf dem jüdischen Friedhof von Kaposvár, etwa 200 Kilometer südwestlich der Hauptstadt Budapest, schändeten Unbekannte 57 Gräber. Im Mai 2017 wurden 15 Grabsteine im jüdischen Teil des Friedhofs Farkasréti temető in Budapest geschändet.
Auf dem jüdischen Friedhof der Stadt Gyongyos im Norden von Ungarn sind am 25. März 2015 über zwanzig Grabsteine beschädigt worden. Die Grabsteine wurden umgeworfen oder zerstört, und Knochen sollen aus den Gräbern entfernt und in der Gegend verstreut worden sein. Auch der den Friedhof umgebende Zaun beschädigt worden. 2013 war der Friedhof bereits auf ähnliche Weise beschädigt worden.

#### Vereinigtes Königreich

##### England
In Rochester in der englischen Grafschaft Kent haben Attentäter auf dem 300 Jahre alten jüdischen Friedhof der Chatham Memorial-Synagoge mit Vorschlaghämmern Grabsteine zertrümmert. Der Schaden wurde Stunden vor Beginn von Jom Kippur am 8. Oktober 2019 entdeckt, wobei angenommen wird, dass der Vandalismus am 30. September 2019, der Nacht von Rosch ha-Schana, dem jüdischen Neujahrstag, stattgefunden hat.

##### Nordirland

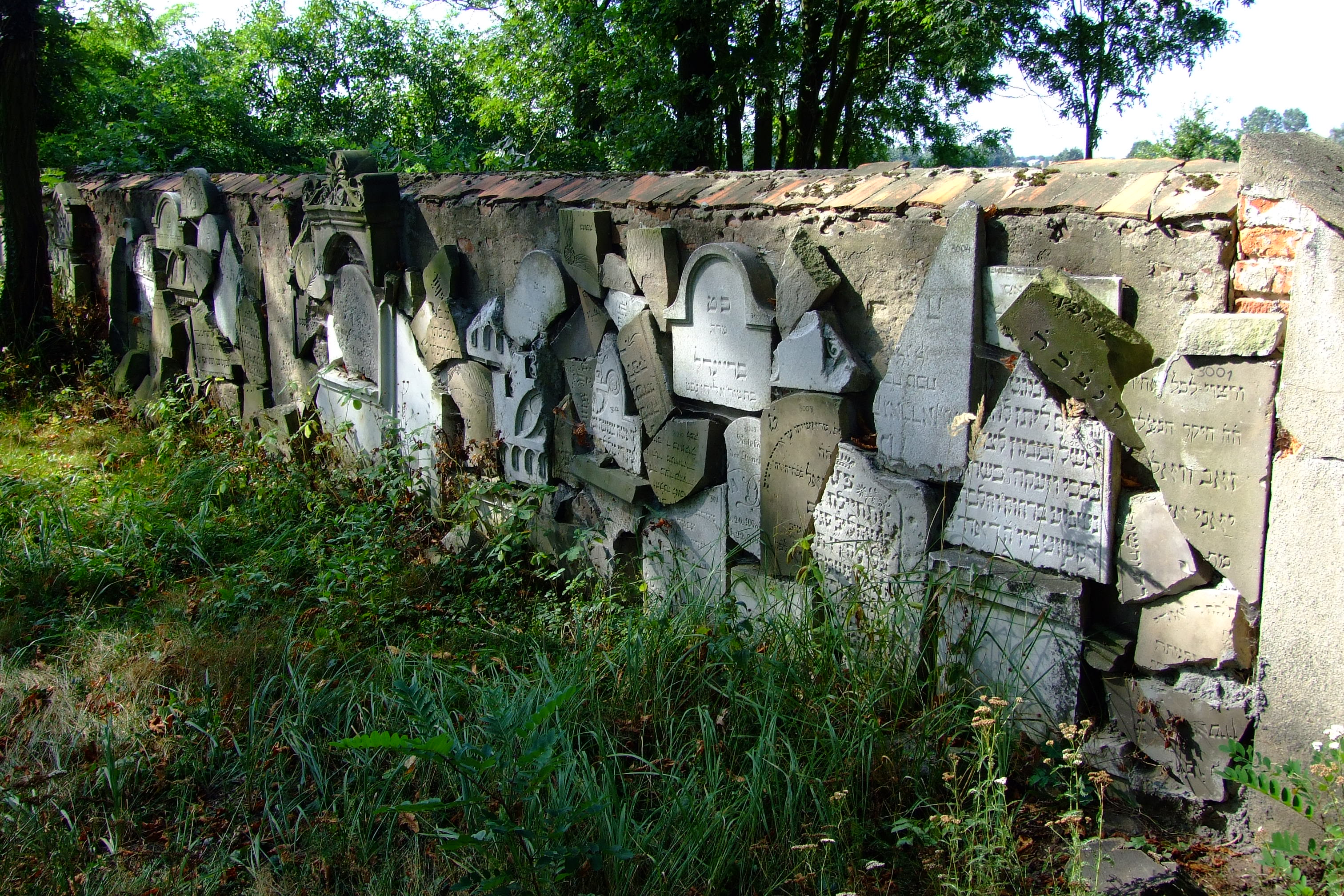
Fragmente zerstörter Grabsteine im jüdischen Friedhof von Dobrodzien (Polen)

13 Grabsteine wurden auf dem jüdischen Teil des Friedhofs von Belfast im August 2016 beschädigt.

#### Vereinigte Staaten
Vandalismus war auf einem der ältesten jüdischen Friedhöfe in St. Louis im US-Staat Missouri am 18./19. Februar 2017 der erste einer Reihe von Angriffen auf jüdische Friedhöfe in jüngster Zeit. Mehr als 170 Grabsteine wurden durch Vandalen auf dem Chesed-Shel-Emeth-Friedhof zerstört. In Philadelphia wurden etwa 100 Grabsteine am Mt.-Karmel-Friedhof geschändet. Anfang März wurden 16 Gräber auf dem Waad-Hakolel-Friedhof in Rochester im Bundesstaat New York das Ziel von Attentätern. Der Vandalismus hielt über den Sommer unvermindert an. Alleine im Juli warfen Vandalen auf dem Friedhofsgelände des niederländischen Friedhofsverbandes in Melrose, einem der ältesten jüdischen Friedhöfe im Bundesstaat Massachusetts, sechs Grabsteine um und auf dem Friedhof Ateres Knesseth Israel in Hartford, Connecticut, wurden 60 Grabsteine umgestürzt. Am 16./17. März 2019 wurden erneut im historischen jüdischen Friedhof in Fall River in Massachusetts 25 Gräber geschändet. So wurden Grabsteine umgeworfen, andere wurden mit Aufschriften wie „Heil Hitler“, „Hitler was right“ ‚Hitler hatte recht‘ and „Expel the Jew“ ‚Vertreibt den Juden‘ beschmiert. Für die Ergreifung der Täter wurden 14.000 US-Dollar ausgelobt.
Anfang November 2019 wurden 75 Grabsteine im Temple-Israel-Friedhof in Omaha, Nebraska, demoliert.
Am 2. November 2020 haben Unbekannte einen jüdischen Friedhof im US-Bundesstaat Michigan geschändet. Mehrere Grabsteine des 100 Jahre alten Friedhofs der konservativen Synagogengemeinschaft von Ahavas (Congregation Ahavas Israel) in Grand Rapids wurden in roter Farbe mit den Aufschriften „Trump“ und „MAGA“ besprüht. Letzteres steht für US-Präsident Donald Trumps Motto Make America Great Again. Der Michigan Democratic Jewish Caucus sprach von einer Drohbotschaft an die Adresse jüdischer Wähler.

## Motive
Der Politikwissenschaftler Schoeps versuchte bereits 1984 die Motive für die Schändungen jüdischer Friedhöfe zu beschreiben:

„[Sie hätten] mit Affekt- und Rauschtaten aus unterschwellig antisemitischen, nazistischen und antidemokratischen Motiven zu tun. Grabsteine und Grabplatten aus jüdischen Friedhöfen scheinen für Täter besonders aus der rechtsradikalen Szene eine magische Anziehungskraft, eine Art Fetischcharakter zu besitzen. Da in der Bundesrepublik kaum noch Juden leben, gegen die man handgreiflich werden könnte, tobt man sich an den Steinen aus – quasi als ‚Judenersatz‘, der Friedhof als Ventil, an dem der Täter seine Enttäuschung, seine Frustration, seine Haßgefühle abreagieren kann. […] So lassen umgestürzte Grabsteine in der Passions- und Osterzeit auf das klassische antijüdische Vorurteil schließen, auf die Vorstellung, Juden seien Gottesmörder, hätten Christus gekreuzigt.“

Traditionelle antisemitische Einstellungen werden oftmals als antizionistische Positionen verschleiert, in denen nicht zwischen dem jüdischen Staat und den jüdischen Gemeinden in der Diaspora unterschieden wird. Antisemitische Straftaten gelten generell als extremistisch. Beides wird unter dem Begriff der „Hasskriminalität“ zusammengefasst, der anzeigt, dass „es sich beim jeweiligen Tathintergrund weniger um persönliche, situationsbedingte Beweggründe handelt, sondern vielmehr um das übergreifende Ziel der Erniedrigung einer ganzen Gemeinschaft als Resultat von Abneigung, Vorurteilen oder Hass.“ Sie sind auch zielgerichtete Taten mit der Absicht einer Provokation, die nach außen wirkt. Sie sollen ebenso als Protest verstanden werden, die Erinnerung an die Verbrechen der Nationalsozialisten aus dem eigenen als auch aus dem Gedächtnis der Gesellschaft zu löschen oder zumindest zu beeinflussen. Der Vorsitzende des Landesverbandes der Jüdischen Gemeinden in Niedersachsen, Michael Fürst, führte im März 2016 Grabschändungen vor allem auf die zugespitzte politische Diskussion um Flucht und Asyl zurück. Früher hätte vor allem der Israelisch-Palästinensische Konflikt antisemitische Reflexe geweckt. Es sei an dieser Stelle ruhiger geworden. Dafür habe man es jetzt mit Rechtspopulisten zu tun. Im gewaltbereiten Islamismus steht die öffentlichkeitswirksame Verbreitung von Angst und Terror im Vordergrund, die jedoch durch Friedhofsschändungen nicht erreicht wird. Das kurzfristige Ansteigen der Schändungen in manchen Jahren lässt sich oft mit den entsprechenden Veröffentlichungen in Presse, Rundfunk und Fernsehen erklären, wie beispielsweise die Ausstrahlung der Filmserie Holocaust – Die Geschichte der Familie Weiss. Ebenso konzentriert sich der Vandalismus auch auf besondere Tage, wie beispielsweise den 27. Januar, den Tag des Gedenkens an die Opfer des Nationalsozialismus und dem Gedenktag an die Befreiung des KZ Auschwitz, den Jahrestag der Reichspogromnacht am 9./10. November, Hitlers Geburtstag (20. April) oder Sonnenwendfeiern (21./22. Dezember und 20. bis 22. Juni) und andere historische Begebenheiten. „Die Zerstörung jüdischer Friedhöfe ist kein Ausdruck des Antisemitismus, sie ist er selbst“, kommentierte Theodor W. Adorno die zunehmenden Schändungen jüdischer Friedhöfe in den 1950er Jahren.

## Verharmlosung
Die Stadtverwaltung von Düsseldorf leugnete seit 1945 eine antisemitische oder politische Motivation in fast allen Fällen von Friedhofsschändungen, indem nur von „Dummenjungen-Streichen“, der „Unbesonnenheit einiger Jugendlicher“ oder der „Verwilderung der Sitten“ die Rede war. Die Frage nach der Indoktrination von Kindern und Jugendlichen stellten nur wenige. Die politisch Verantwortlichen verfolgten die Strategie, durch Bagatellisierung der Gewalttaten den Schaden zu minimieren, den das Ansehen Deutschlands im Ausland genommen hatte. Julius H. Schoeps, Professor für Neuere Geschichte an der Universität Potsdam, kritisiert in einem Interview von 1999 die unveränderte Verharmlosung der Schändungen:

„Aus Äußerungen der Staatsschützer spricht eine Naivität, die kaum noch zu überbieten ist. Wir haben bei unseren Forschungen in den Akten der Innenministerien und Polizeibehörden immer wieder Formulierungen wie ‚unpolitische Tat‘ oder ‚jugendliche Rauschtat‘ gefunden. […] Das ist schlicht Ignoranz. Jede Friedhofsschändung ist ein politischer Akt, auch wenn die jugendlichen Täter oft keine eindeutige Antwort über die Motivation für ihr Tun geben können. Die Tat reflektiert praktisch das, was im Familienkreis und im Freundeskreis gesagt oder diskutiert wird – und sie spiegelt das allgemeine Klima. […] Es ist jedoch äußerst unglaubwürdig, dass Kinder und Jugendliche mitten in der Nacht oder am frühen Morgen – dies sind die Haupttatzeiten – zentnerschwere Grabsteine umstürzen. Es drängt sich der Eindruck auf, als ob die Benennung der Tätergruppe ‚Kinder und Jugendliche‘ mitunter nur dazu dient, von einem unangenehmen Sachverhalt abzulenken.“

## Strafbarkeit
Schändungen jüdischer Friedhöfe sind kein eigenständiges Delikt im Sinne des Strafgesetzbuches und damit der polizeilichen Statistik: Je nach den konkreten Taten im Kontext einer Schändung werden diese unterschiedlichen Straftatbeständen wie Brandstiftung, Hausfriedensbruch, (§ 123 StGB), Sachbeschädigung oder Störung der Totenruhe zugeordnet. Grabschändung ist in Deutschland nach § 168 StGB als Störung der Totenruhe eine Straftat, die mit Freiheitsstrafe bis zu drei Jahren oder mit Geldstrafe sanktioniert wird. „Wer rechtswidrig […] Grabmäler […] beschädigt oder zerstört, wird gemäß § 304 Absatz 1 StGB mit Freiheitsstrafe bis zu drei Jahren oder mit Geldstrafe bestraft“. Am 15. Oktober 2019 brachte der Freistaat Bayern einen Gesetzesantrag ein, mit dem die Strafzumessung bei antisemitischen Straftaten verschärft werden soll. Der Entwurf sieht vor, die Regelung zur Strafzumessung in § 46 Absatz 2 Satz 2 StGB ausdrücklich um antisemitische Beweggründe und Ziele als ein weiteres Beispiel für menschenverachtende Tatmotivationen zu ergänzen. Bisher umfasst der Gesetzestext „rassistische, fremdenfeindliche oder sonstige menschenverachtende Beweggründe“. Der Antrag wurde nach Annahme durch den Bundesrat am 29. November 2019 am 8. Januar 2020 dem Bundestag vorgelegt. Die Bundesregierung unterstützt das Anliegen des Gesetzentwurfs.
In Österreich ist die Störung der Totenruhe unter Strafe gestellt. Dort heißt es im § 190 STGB: „Wer […] eine Beisetzungs-, Aufbahrungs- oder Totengedenkstätte verunehrt, ist mit Freiheitsstrafe bis zu sechs Monaten oder mit Geldstrafe bis zu 360 Tagessätzen zu bestrafen“.
In der Schweiz wird die Störung des Totenfriedens nach Art. 262 geahndet: „Wer die Ruhestätte eines Toten in roher Weise verunehrt, […] wird mit Freiheitsstrafe bis zu drei Jahren oder Geldstrafe bestraft“.

## Prävention
Präventive Maßnahmen gegen Friedhofsschändungen sind kaum durchführbar. Mauern und Zäune sind leicht zu überwinden. Die Kosten der Einrichtung von Überwachungskameras, von Bewachungsposten oder gar einer ständigen Polizeipräsenz, wie beispielsweise am Ölberg, sind nicht leistbar. Diesbezügliche Ressourcen müssen vorrangig für den Schutz lebender Personen eingesetzt werden – und fehlen bereits hier, wie Anschläge auf Synagogen in jüngster Zeit bewiesen haben. Täter schänden Friedhöfe im Schutz der Dunkelheit, haben mit keinem Widerstand zu rechnen und auch die Aufklärungsquote des Vandalismus ist äußerst gering. Die Schändung jüdischer Friedhöfe erfordert deshalb nicht viel Mut, aber eine durch Antisemitismus geschürte kriminelle Energie.
Der Präsident des Zentralrats der Juden in Deutschland, Josef Schuster, mahnte 2019 die Sicherheitsbehörden zu mehr Wachsamkeit. „In der präventiven polizeilichen Überwachung von jüdischen Friedhöfen, die sich oft außerhalb von Ortschaften befinden, sehe ich Nachbesserungsbedarf. Denn die geringe Aufklärungsquote ist erschreckend.“
Am 31. Juli 2020 hat Bayerns Innenminister Joachim Herrmann bei einem Ortstermin am Jüdischen Friedhof Erlangen an der Rudelsweiherstraße den Bau einer neuen Umzäunung zugesagt, um den jüdischen Friedhof vor Schändungen und seine Besucherinnen und Besucher vor Übergriffen besser zu schützen.

## Projekt
Im Verbundprojekt „Net Olam – Jüdische Friedhöfe im Fokus von Antisemitismus und Prävention“, einer Kooperation von Salomon Ludwig Steinheim-Institut, Bet Tfila – Forschungsstelle für jüdische Architektur in Europa und Bayerischem Landesamt für Denkmalpflege (BLfD), sammeln die Kooperationspartner Daten zu unterschiedlichen Fragestellungen bezüglich der Friedhofsschändungen in Deutschland und werten diese aus, um anschließend auf dieser Grundlage Konzepte zum Schutz der jüdischen Begräbnisstätten zu erstellen.
„Net Olam“ arbeitet dabei auch eng mit dem Projekt „Erfassung jüdischer Grabmäler in Bayern“ des Bayerischen Landesamts für Denkmalpflege zusammen, bei dem eine Erfassung sämtlicher bayerischen jüdischen Friedhöfe einschließlich der noch sichtbaren Schäden durch Schändungen vorgenommen wird, um den Bestand an Grabmälern zumindest virtuell zu sichern. Im Juni 2025 ging die zum Projekt zugehörige Website "Map Olam" online. Hier wurden die Schändungsdaten aus dem Projekt der interessierten Öffentlichkeit zugänglich gemacht. 

## Liste geschändeter jüdischer Friedhöfe in Deutschland (Auswahl)
- Jüdischer Friedhof (Affaltrach)
- Jüdischer Friedhof (Schweinheim, Aschaffenburg)
- Jüdische Friedhöfe in Augsburg
- Jüdischer Friedhof Bad Frankenhausen
- Jüdischer Friedhof (Bad Kissingen)
- Jüdischer Friedhof (Bamberg)
- Jüdischer Friedhof (Bayreuth)
- Jüdischer Friedhof Heerstraße (Berlin)
- Jüdischer Friedhof Berlin-Weißensee
- Jüdischer Friedhof (Bodenfelde)
- Jüdischer Friedhof (Borken) (Am Kuhm)
- Jüdischer Friedhof (Borken) (Am Replingsfunder)
- Jüdischer Friedhof Busenberg
- Neuer Jüdischer Friedhof Cottbus
- Alter Jüdischer Friedhof Eberswalde
- Jüdischer Friedhof Frankfurt/Main
- Jüdischer Friedhof (Freudental)
- Jüdischer Friedhof (Gangelt)
- Jüdischer Friedhof (Geilenkirchen)
- Jüdischer Friedhof (Gemen)
- Jüdischer Friedhof (Gescher)
- Jüdischer Friedhof (Harpstedt)
- Jüdischer Friedhof (Heusenstamm)
- Jüdischer Friedhof (Ihringen)
- Jüdischer Friedhof Klein-Krotzenburg
- Jüdischer Friedhof (Lübeck-Moisling)
- Alter Israelitischer Friedhof (München)
- Jüdischer Friedhof (Oldenburg)
- Jüdischer Friedhof (Roth)
- Jüdischer Friedhof (Sayn)
- Jüdischer Friedhof (Simmern)
- Jüdischer Friedhof Sinzig
- Alter Jüdischer Friedhof Steinheim
- Jüdischer Friedhof (Sulzbach)
- Jüdischer Friedhof (Syke)
- Jüdischer Friedhof (Vacha)
- Jüdischer Friedhof Wetter (Hessen)
- Jüdischer Friedhof (Winterswick)
- Jüdischer Friedhof (Wittenberge)
- Jüdischer Friedhof (Westhoffen)
- Jüdischer Friedhof Heiliger Sand (Worms)

## Bildergalerie einiger Friedhofsschändungen

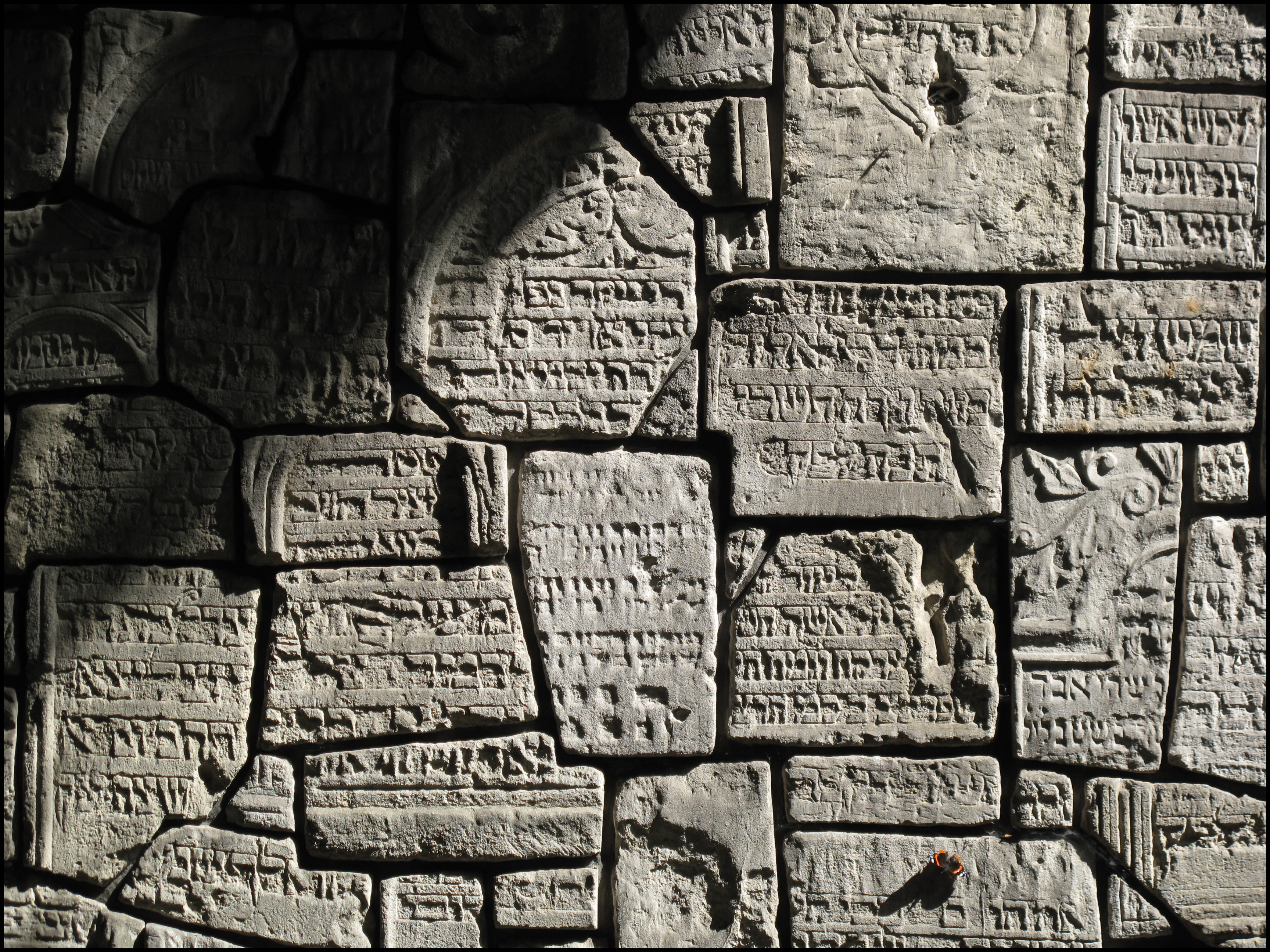
Grabsteine jüdischer Gräber im Alten jüdischen Friedhof im Stadtteil Kazimierz Krakaus (Polen) – als Pflastersteine geschändet, 1941
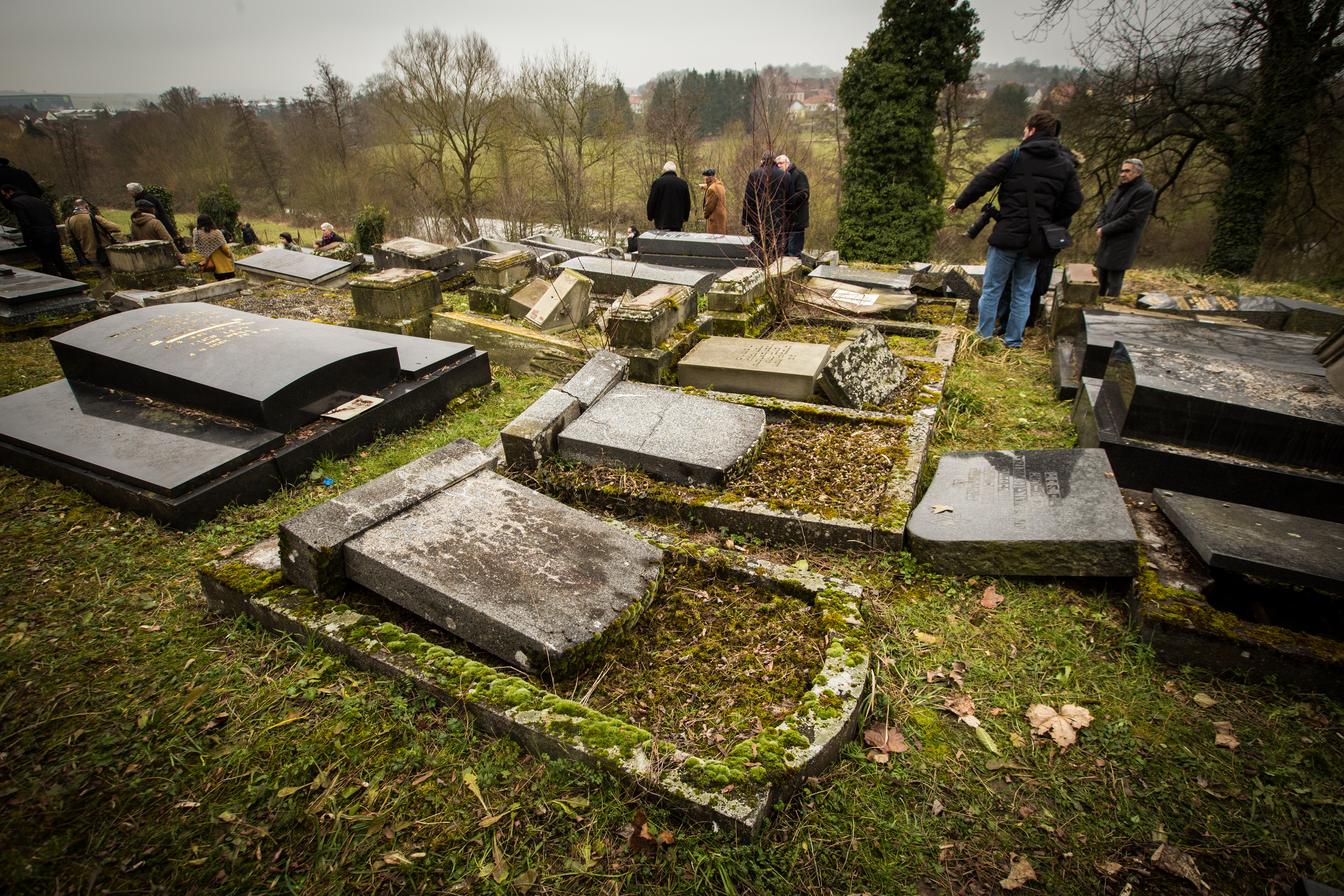
Schon 1988 und 2001 wurde der Friedhof in Sarre-Union (Frankreich) geschändet. Im Februar 2015 (hier dargestellt) …
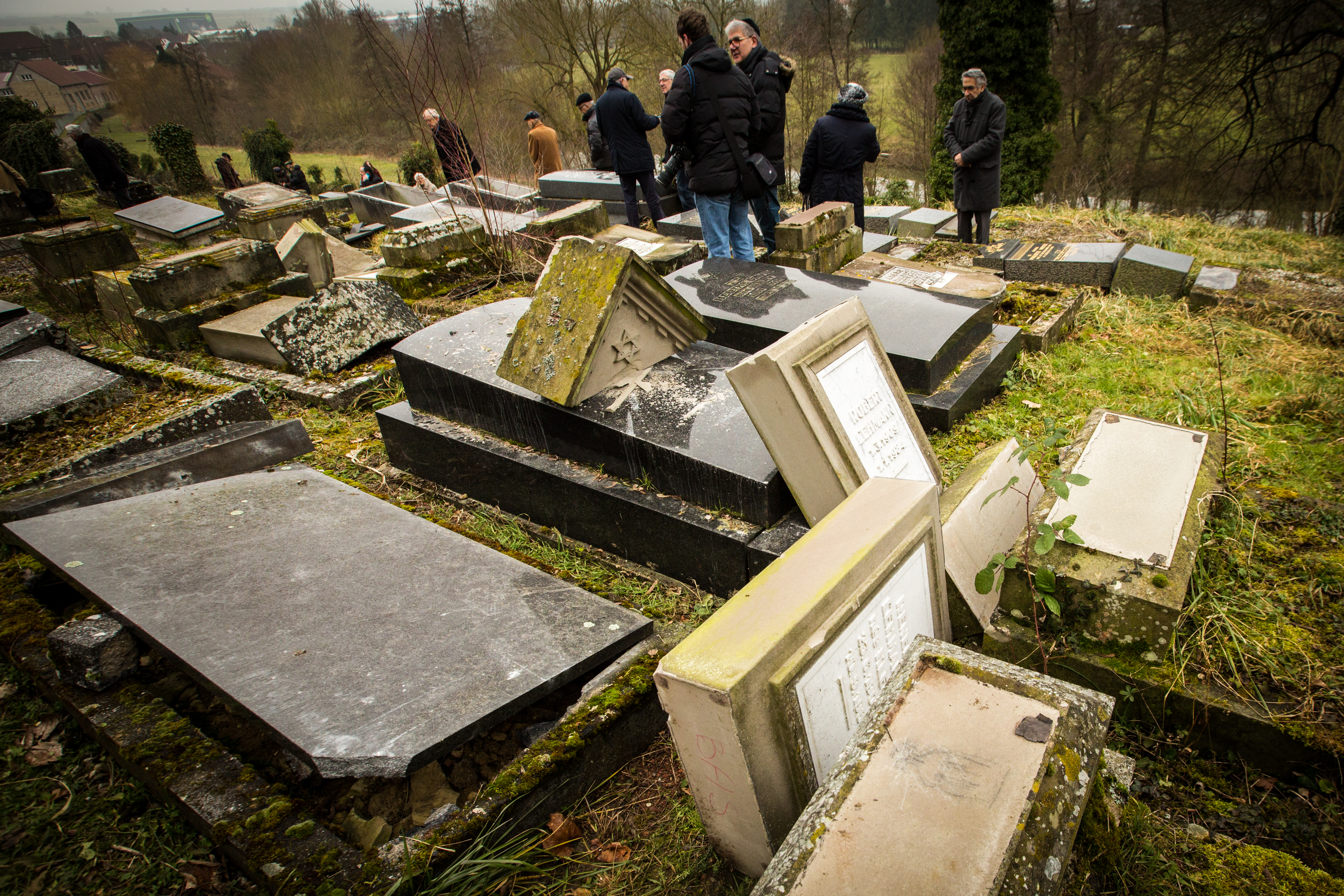
… wurden etwa 250 Gräber verwüstet.
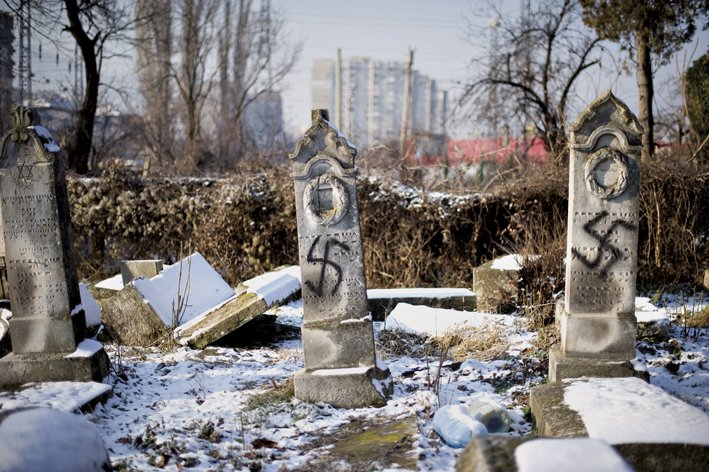
Schändung am jüdischen Friedhof in Schumen (Bulgarien), 2010
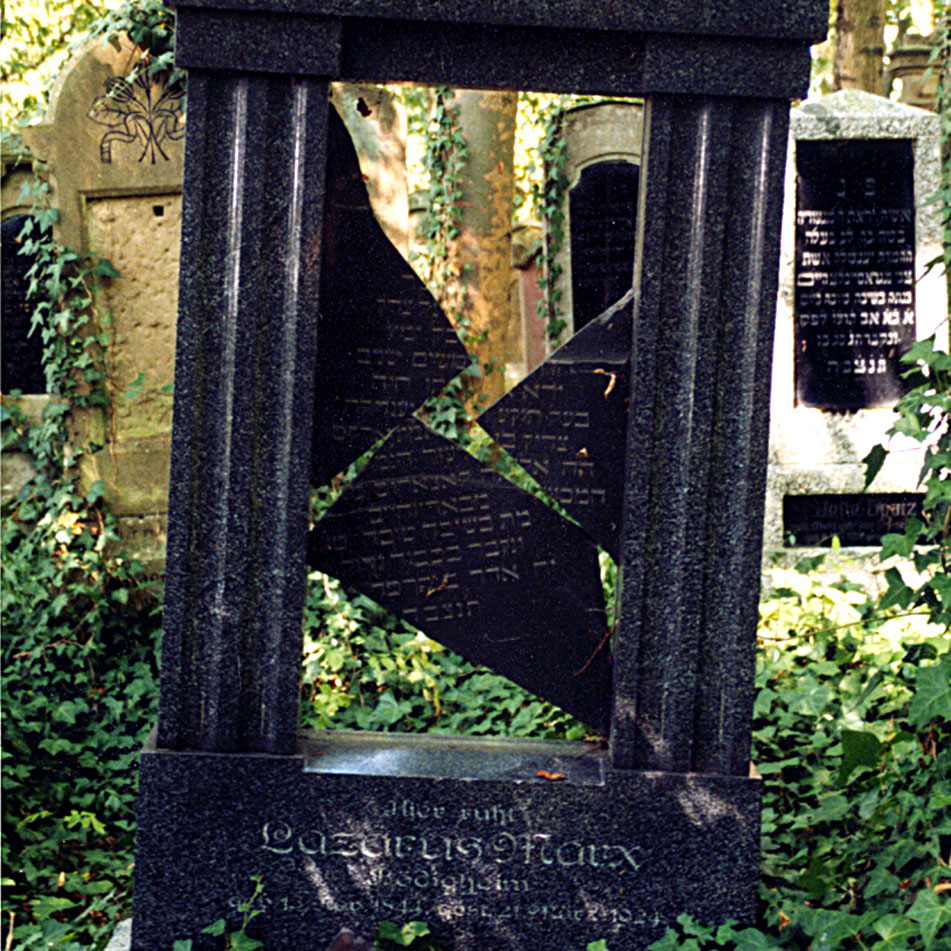
Zerstörte Grabstätte am jüdischen Friedhof im Stadtteil Bödigheim von Buchen, 2019
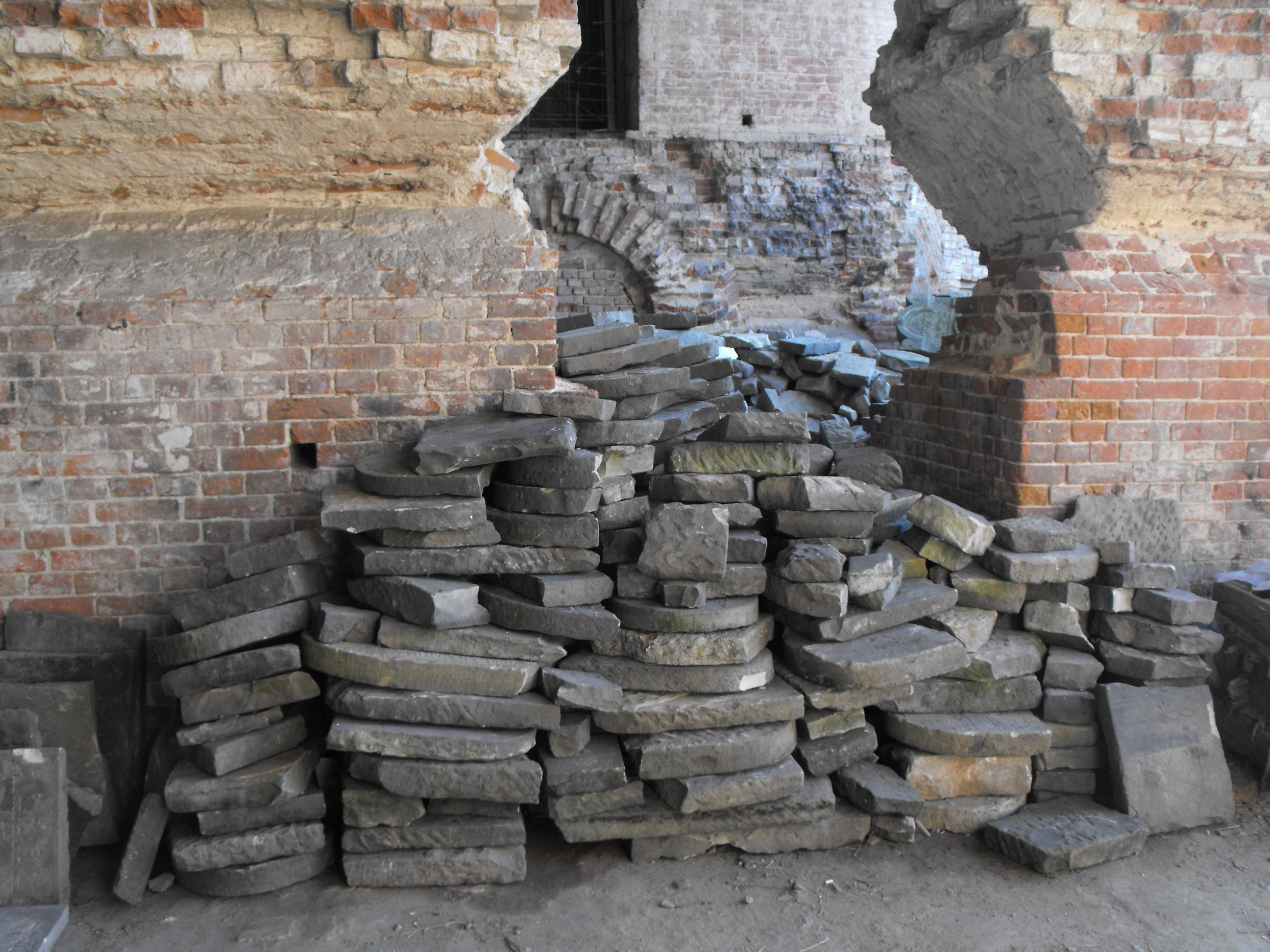
Zwischenlagerung von jüdischen Grabsteinen, die in Brest von den Einwohnern für die Pflasterung von Straßen und als Fundamente von Häusern verwendet wurden
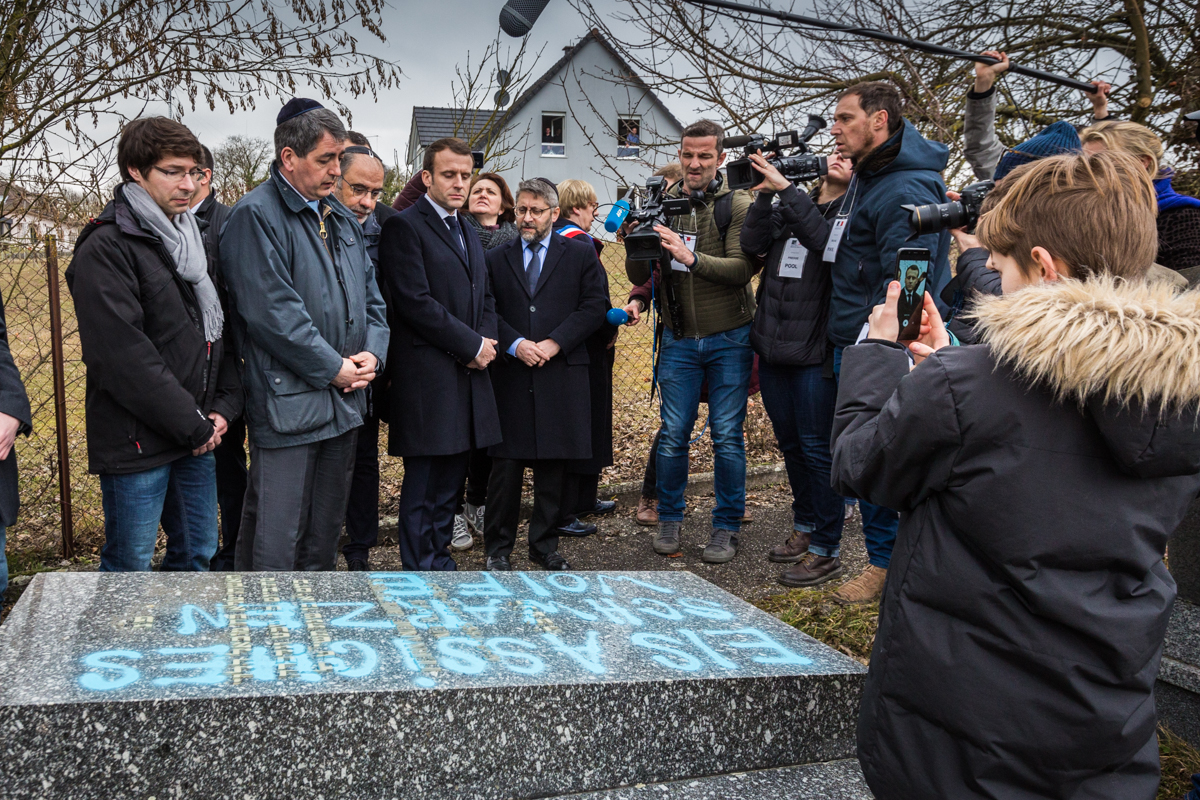
Staatspräsident Emmanuel Macron am geschändeten und mit Verweisen auf die elsässischen Schwarzen Wölfe verunstalteten jüdischen Friedhof in Quatzenheim (Elsass) mit 96 geschändeten Gräbern. 19. Februar 2019
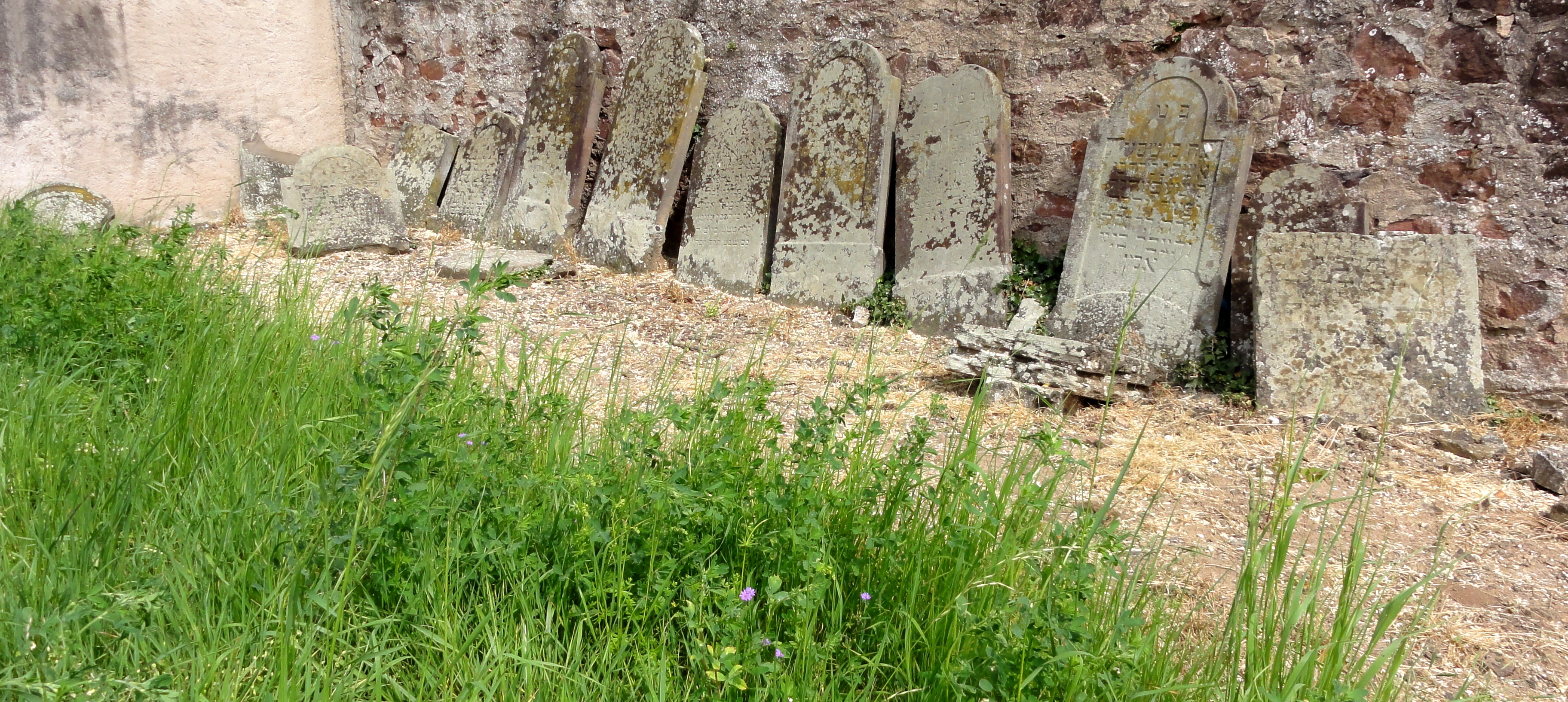
Während des 3. Reichs zertrümmerten Einwohner Westhoffens zahlreiche der ältesten Grabsteine des dortigen Jüdischen Friedhofs oder nutzten sie für den Straßenbau. Am 3. Dezember 2019 wurde der Friedhof von Neonazis erneut geschändet.
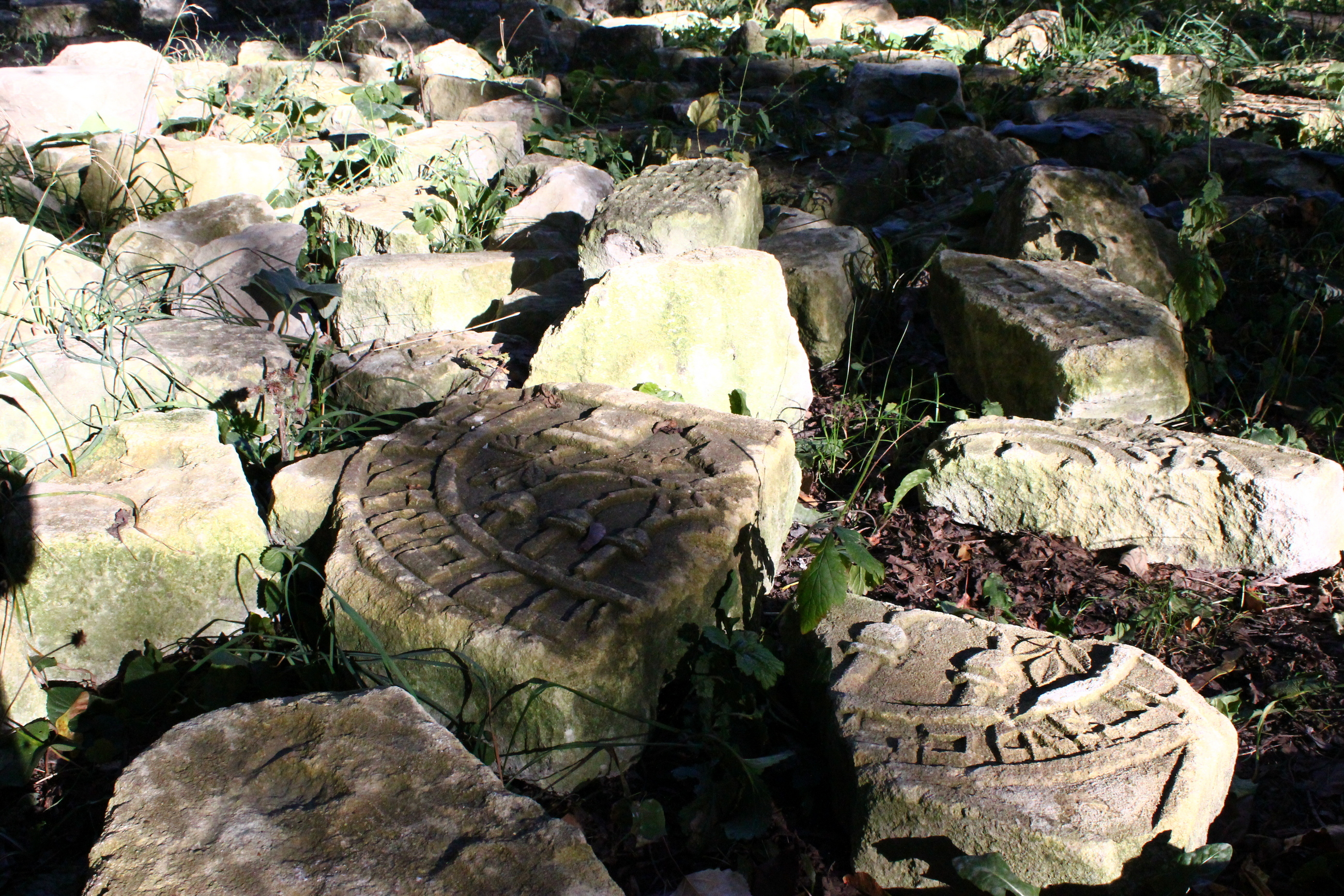
Überreste des 1948 unter sowjetischer Herrschaft zerstörten Alten jüdischen Friedhofs in Lwiw (Lwów, Lemberg, heute Ukraine)
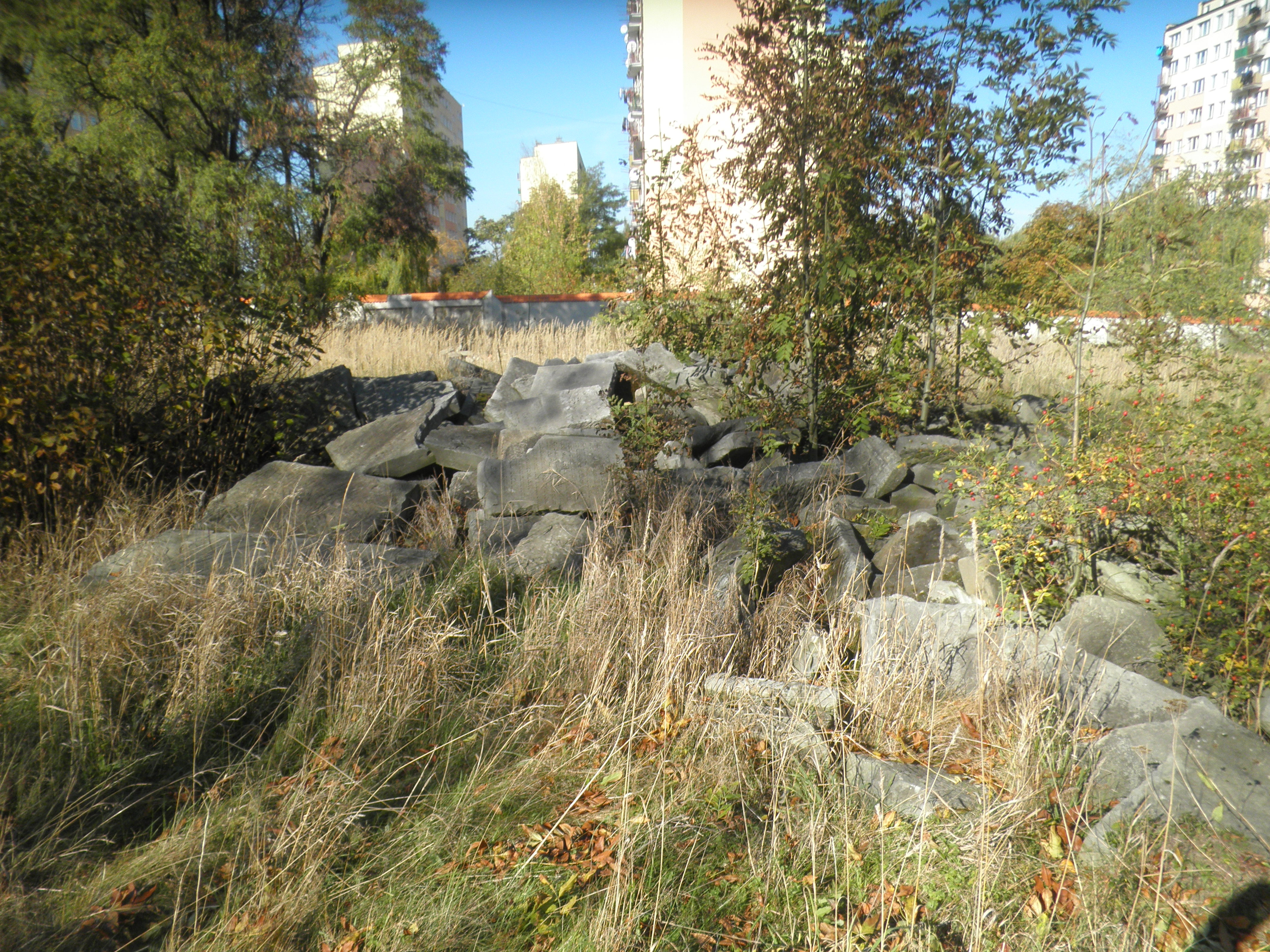
Durch die Nationalsozialisten zertrümmerte Grabsteinreste des jüdischen Friedhofs in Kalisz (Polen), die aus dem Fluss Prosna geborgen wurden